# Troisdorf
Troisdorf [ˈtroːsdɔrf] ⓘ (mit Dehnungs-i) ist die bevölkerungsreichste Stadt im Rhein-Sieg-Kreis in Nordrhein-Westfalen und liegt rechtsrheinisch zwischen Köln und der Bundesstadt Bonn. Die Stadt liegt im Südosten der Kölner Bucht zwischen den südlichen Ausläufern des Bergischen Landes im Norden und den Siegauen im Süden.

## Geographie

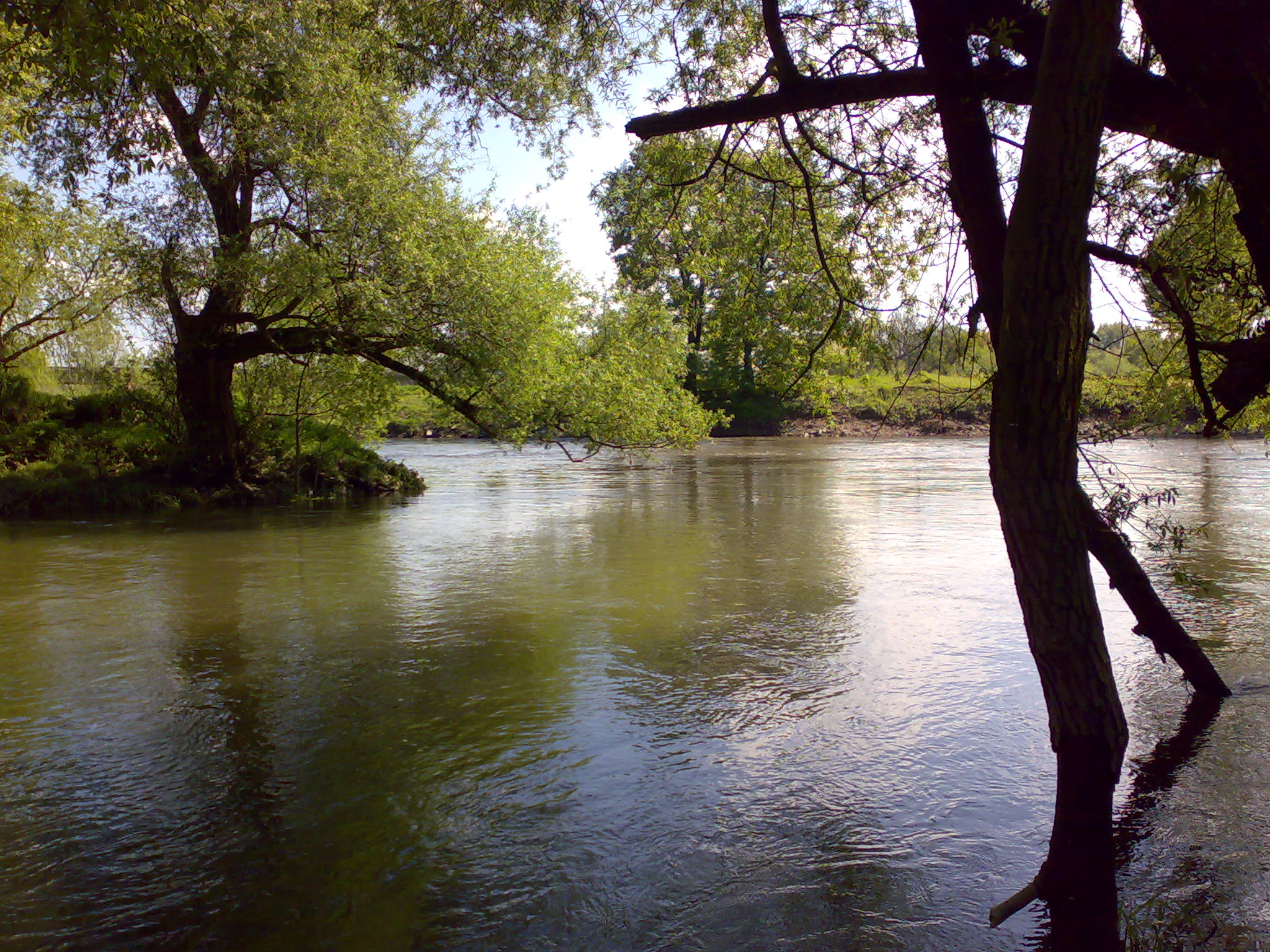
Mündung der Agger (vorn) in die Sieg (hinten)

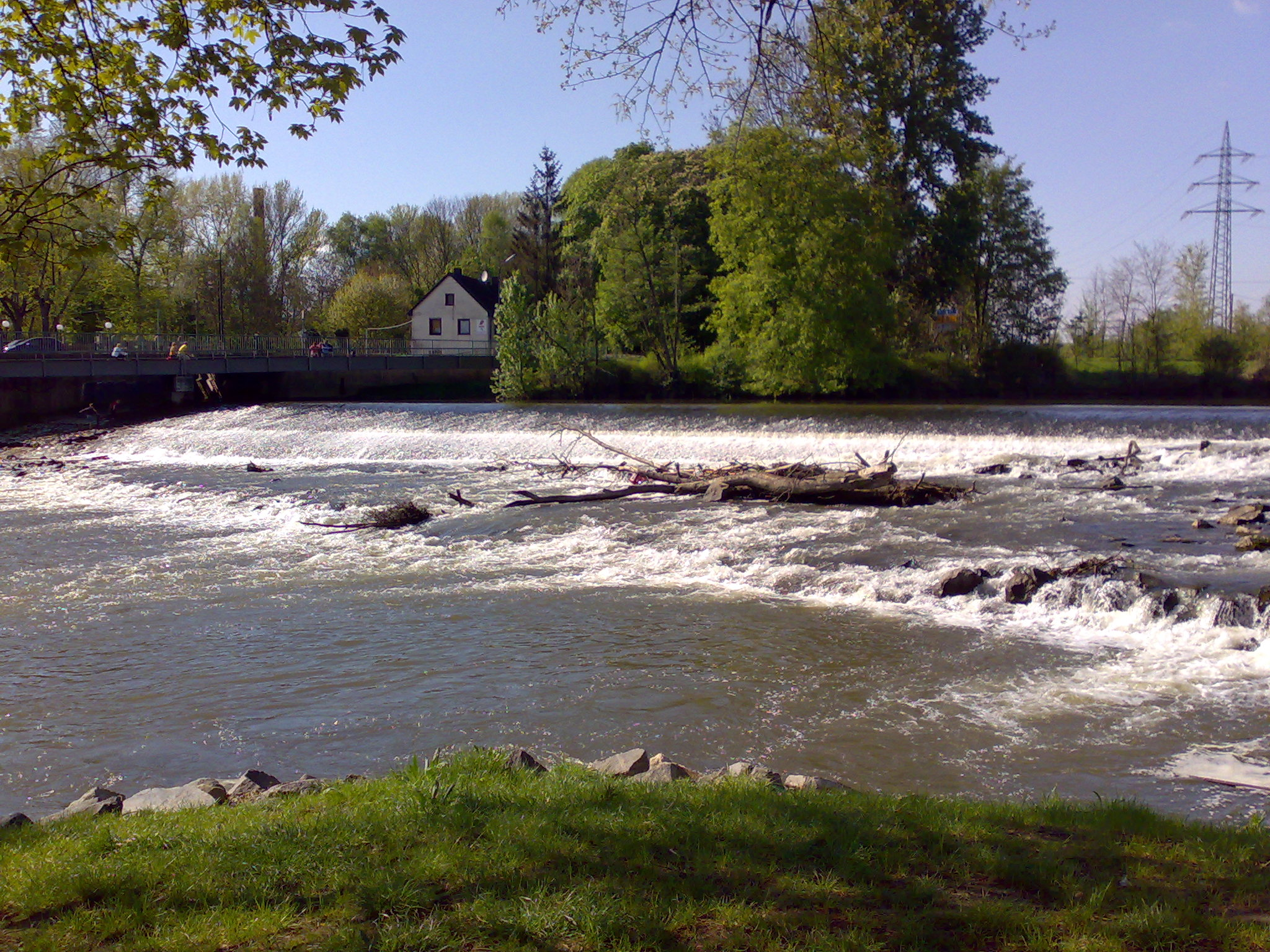
Aggerwehr

Troisdorf liegt an der Sieg, einem Nebenfluss des Rheins, und an der Agger, die ihrerseits ein Nebenfluss der Sieg ist und die Stadtgrenze zur Nachbarstadt Siegburg bildet. In Troisdorf mündet die Agger in die Sieg. Parallel zum Verlauf der Sieg fließt der Mühlengraben, der bis zum Ende des 20. Jahrhunderts unter anderem zum Antrieb von zwei Getreidemühlen auf Troisdorfer Stadtgebiet diente. Das Wasser wird am Aggerwehr aus der Agger abgeleitet und bei Bergheim wieder der Sieg zugeführt. Die höchste Erhebung des Stadtgebietes ist mit 135,6 m ü. NHN der Telegraphenberg in der Wahner Heide, seinen niedrigsten Punkt erreicht es mit 46 m ü. NHN im Bereich der Siegmündung.

### Stadtgliederung
Troisdorf besteht aus zwölf Stadtteilen, die gleichzeitig Ortschaften mit einem Ortsvorsteher sind:
| Stadtteil                | Einwohner |
| ------------------------ | --------- |
| Altenrath                | 2.276     |
| Bergheim                 | 5.708     |
| Eschmar                  | 3.142     |
| Friedrich-Wilhelms-Hütte | 7.112     |
| Kriegsdorf               | 3.179     |
| Troisdorf-Mitte          | 17.018    |
| Müllekoven               | 1.835     |
| Oberlar                  | 6.106     |
| Rotter See               | 3.863     |
| Sieglar                  | 8.739     |
| Spich                    | 13.031    |
| Troisdorf-West           | 5.616     |

Weitere 7 Einwohner ohne Ortsangabe; Stand der angegebenen Einwohnerzahlen (einschließlich Zweitwohnsitz): 31. Dezember 2018

### Nachbargemeinden
Im Norden grenzt Troisdorf an Köln und Rösrath, im Osten an Lohmar und Siegburg, im Südosten an Sankt Augustin, im Süden an Bonn und im Westen an Niederkassel.

### Klima

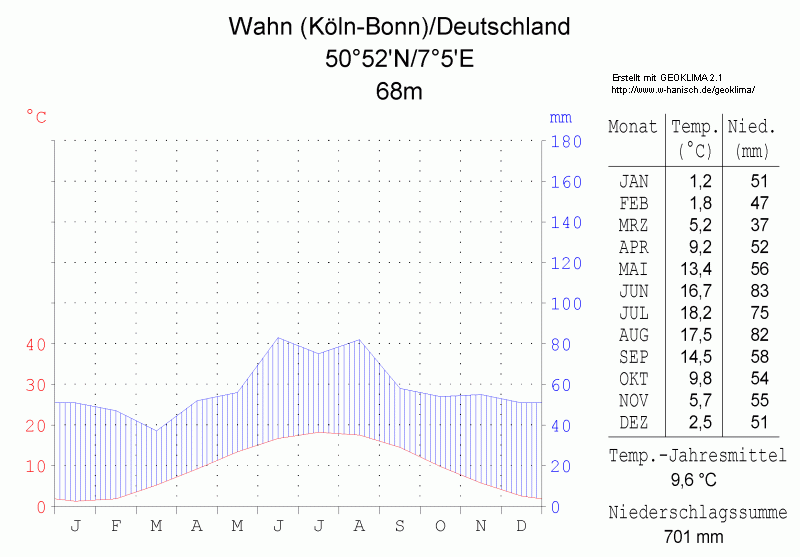
Klimadiagramm Flughafen Köln/Bonn

## Geschichte

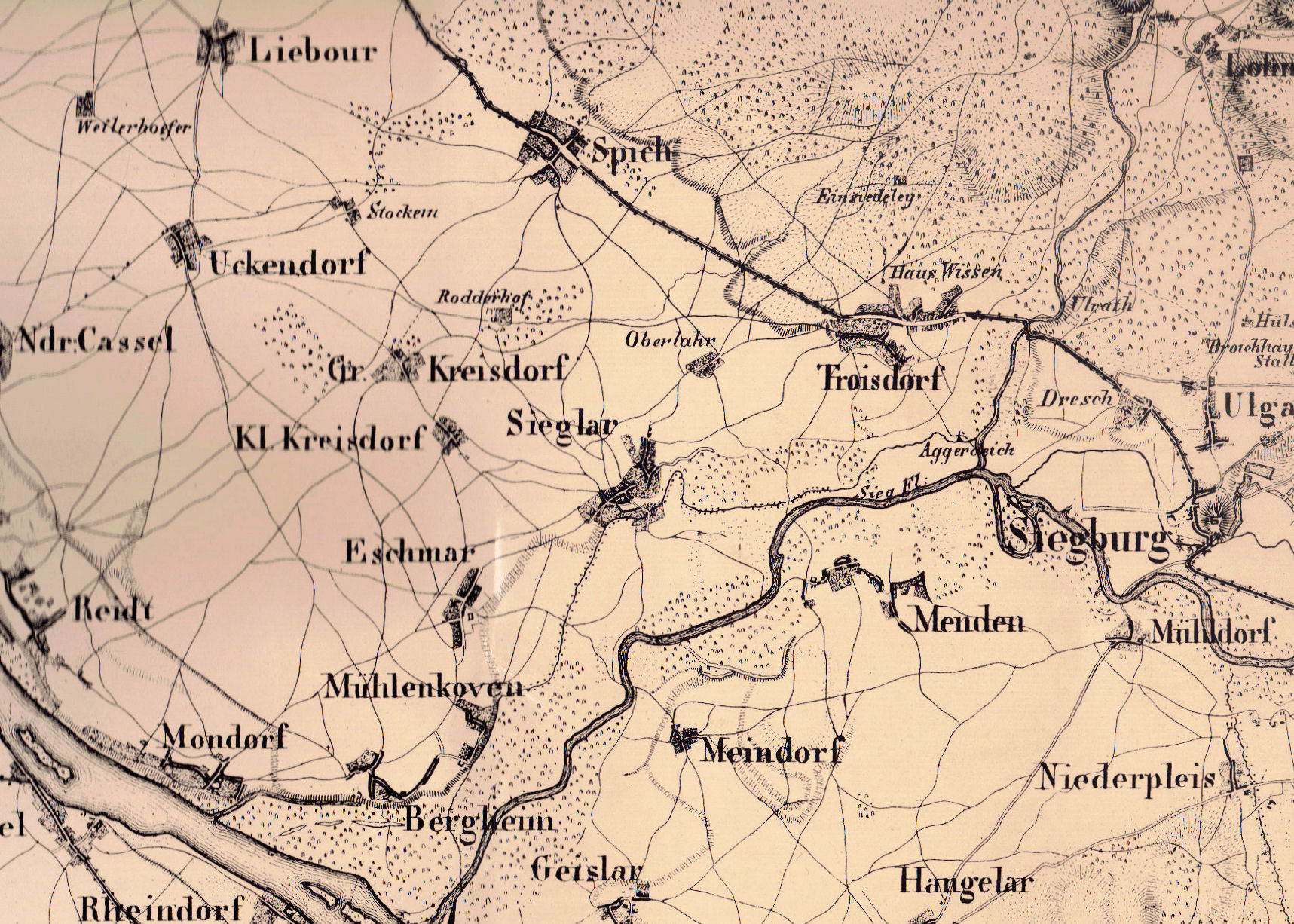
Troisdorf Anfang des 19. Jahrhunderts

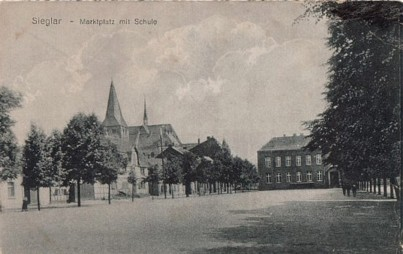
Sieglar – Marktplatz mit Schule, ca. 1915

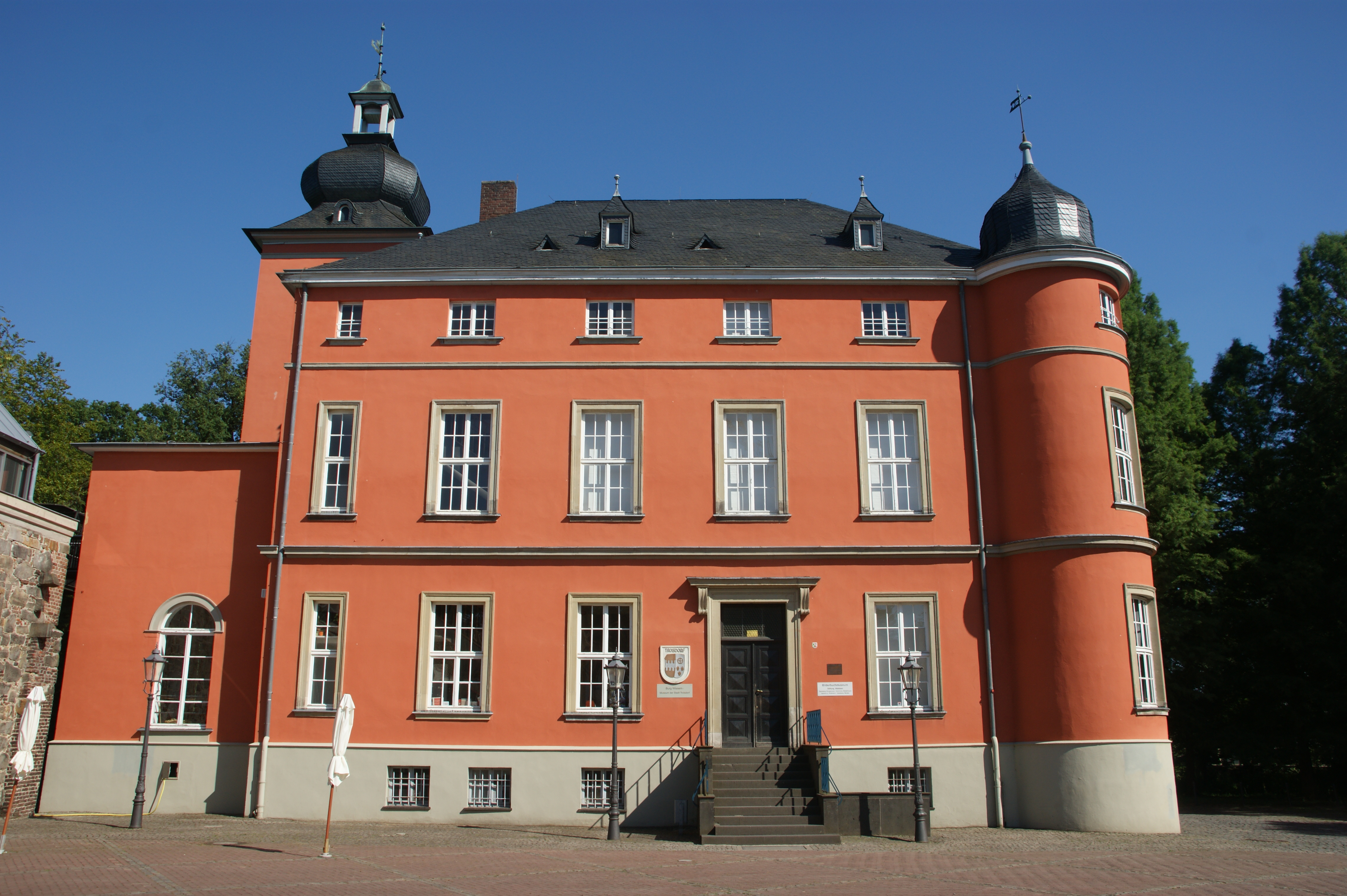
Herrenhaus der Burg Wissem

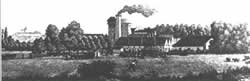
Die Friedrich-Wilhelm-Hütte 1853

Troisdorf wird ursprünglich in einer Urkunde der Siegburger Benediktiner-Abtei Michaelsberg aus dem Jahre 1064 als Truhtesdorf bezeichnet.
Die ältesten urkundlich erwähnten Siedlungen im heutigen Stadtgebiet sind aber Eschmar und Sieglar, die bereits 832 genannt werden. Für eine frühe Besiedlung spricht auch der ehemalige Rittersitz Burg Wissem, der heute nahe dem Stadtzentrum am Waldrand liegt.
Das Verwaltungsgebiet Troisdorf war bis zum Beginn des 19. Jahrhunderts Teil des Amtes Blankenberg im Herzogtum Berg, das 1806 im Zusammenhang mit der Bildung des Rheinbundes im Großherzogtum Berg aufging. Im Jahre 1808 wurde durch die französische Verwaltung unter Napoleon Bonaparte Troisdorf der Mairie Siegburg im Kanton Siegburg, Arrondissement Mülheim, Département Rhein im Großherzogtum Berg zugeordnet. Ab 1816 bis 1899 gehörte die Gemeinde Troisdorf mit der dazugehörigen Burg Wissem (Stand 1888: 1790 Einwohner) deshalb zur Bürgermeisterei Siegburg im Kreis Siegburg (1825 in Siegkreis umbenannt) im Regierungsbezirk Cöln. Nachdem Siegburg 1857 die Stadtrechte erhalten hatte, gehörte Troisdorf zusammen mit der Gemeinde Wolsdorf zur Bürgermeisterei Siegburg-Land.
Als 1899 die Gemeinde Wolsdorf nach Siegburg eingemeindet wurde, wurde die Bürgermeisterei Siegburg-Land aufgelöst und die Bürgermeisterei Troisdorf neu gebildet.
Nach dem Ersten Weltkrieg wurde die Bürgermeisterei von alliierten Soldaten besetzt (→ Alliierte Rheinlandbesetzung). Diese blieben bis zum 29. Januar 1926. So wie alle Landbürgermeistereien in der Rheinprovinz wurde die Bürgermeisterei Troisdorf 1927 in „Amt Troisdorf“ umbenannt.
Am 23. März 1952 erhielt Troisdorf im Rahmen eines feierlichen Festakts Stadtrechte.
Im Zuge der kommunalen Neugliederung des Raumes Bonn wurden am 1. August 1969 die Ortschaften der Gemeinde Sieglar (Bergheim, Eschmar, Kriegsdorf, Müllekoven, Oberlar, Sieglar und Spich) sowie die Ortschaften Friedrich-Wilhelms-Hütte (vorher Amt Menden) und Altenrath (vorher Amt Lohmar) neue Ortschaften der Stadt Troisdorf. Bis dahin standen sowohl die Zünderfabrik RWS als auch der Bahnhof Troisdorf flächenmäßig zu 7 bzw. 6 Zehntel (Stand 1924) in der Gemeinde Sieglar (in Oberlar). Die Stadt Troisdorf hatte ab 1906 mehrfach Bestrebungen unternommen, Oberlar (samt Steuereinnahmen) einzugemeinden, war damit aber bis 1969 erfolglos geblieben.
1999 entstanden durch Teilungen noch die Stadtteile Troisdorf-West und Rotter See.

### Industrialisierung
Der eigentliche Aufschwung der Stadt begann mit der Industrialisierung im 19. Jahrhundert. 1825 gründete der ehemalige Leiter des Bergamtes in Bonn, Windgassen, eine Eisenschmelze am Mühlengraben in der Nähe der Agger-Sieg-Mündung. Emil Langen übernahm 1843 diesen Betrieb und nannte die Ansiedlung Friedrich-Wilhelms-Hütte. Die Friedrich-Wilhelms-Hütte wurde wiederum 1913 von den Mannstaedt-Werken übernommen.
Die Lage an der rechtsrheinischen Eisenbahnstrecke, an der Siegstrecke und an der Güterzugstrecke nach Speldorf machte Troisdorf in der zweiten Hälfte des 19. Jahrhunderts für Industrieunternehmen interessant. 1887 nahm die Rheinisch-Westfälische Sprengstoff-AG (RWS) unter ihrem Generaldirektor Emil Müller die Zünderfabrik Troisdorf zur Herstellung von Zündhütchen und Sprengkapseln in Betrieb, die später ein Standort der Dynamit Nobel AG wurde.
Von 1951 bis 2002 existierte in den Stadtteilen Spich und Altenrath je eine belgische Kaserne.

## Einwohnerentwicklung
Bis in das 19. Jahrhundert hatte Troisdorf nur wenige hundert Einwohner. Erst mit der Industrialisierung im 20. Jahrhundert beschleunigte sich das Bevölkerungswachstum. Lebten 1895 erst 2.825 Menschen in dem Ort, so waren es 1968 bereits 18.000. Durch zahlreiche Eingemeindungen am 1. August 1969 stieg die Bevölkerungszahl auf 48.837. Am 30. Juni 2005 betrug die Amtliche Einwohnerzahl für Troisdorf nach Fortschreibung des Landesamtes für Datenverarbeitung und Statistik Nordrhein-Westfalen 74.613 (nur Hauptwohnsitze und nach Abgleich mit den anderen Landesämtern).
Die folgende Übersicht zeigt die Einwohnerzahlen nach dem jeweiligen Gebietsstand. Dabei handelt es sich um Volkszählungsergebnisse oder amtliche Fortschreibungen des Statistischen Landesamtes. Die Angaben beziehen sich ab 1871 auf die „Ortsanwesende Bevölkerung“, ab 1925 auf die Wohnbevölkerung und seit 1987 auf die „Bevölkerung am Ort der Hauptwohnung“. Vor 1871 wurde die Einwohnerzahl nach uneinheitlichen Erhebungsverfahren ermittelt.
| Datum                  | Einwohner |
| ---------------------- | --------- |
| 3. Dezember 1861 (1)   | 1.282     |
| 2. Dezember 1895 (1)   | 2.825     |
| 1. Dezember 1905 (1)   | 4.700     |
| 1. Dezember 1910 (1)   | 5.939     |
| 16. Juni 1925 (1)      | 9.400     |
| 16. Juni 1933 (1)      | 9.800     |
| 17. Mai 1939 (1)       | 11.180    |
| 29. Oktober 1946 (1)   | 11.679    |
| 13. September 1950 (1) | 13.229    |
| 25. September 1956 (1) | 15.300    |

| Datum             | Einwohner |
| ----------------- | --------- |
| 6. Juni 1961 (1)  | 16.400    |
| 31. Dezember 1965 | 17.532    |
| 27. Mai 1970 (1)  | 51.271    |
| 31. Dezember 1975 | 56.402    |
| 31. Dezember 1980 | 58.618    |
| 31. Dezember 1985 | 60.981    |
| 25. Mai 1987 (1)  | 60.079    |
| 31. Dezember 1990 | 64.430    |
| 31. Dezember 1995 | 68.778    |
| 31. Dezember 2000 | 72.678    |

| Datum             | Einwohner |
| ----------------- | --------- |
| 31. Dezember 2005 | 76.596    |
| 31. Dezember 2006 | 76.714    |
| 30. Juni 2007     | 76.707    |
| 31. Dezember 2010 | 76.987    |
| 31. Dezember 2011 | 77.286    |
| 30. Juni 2012     | 77.016    |
| 31. Dezember 2016 | 74.616    |
| 31. Dezember 2017 | 74.870    |
| 31. Dezember 2018 | 77.765    |

Einwohnerentwicklung von Troisdorf von 1861 bis 2017

Zur jetzigen Einwohnerzahl gehören Personen, die ihren zweiten Wohnsitz in Troisdorf haben. Troisdorf hat mit 8.652 ausländischen Einwohnern einen Migrantenanteil von 11 % an der Gesamtbevölkerung. In Troisdorf besteht weiterhin ein Frauenüberschuss mit 39.123 Frauen gegenüber 37.864 Männern.

## Politik

### Stadtrat
Die Stadtratswahl im Jahr 2020 führte zu den Ergebnissen, die in den Diagrammen dargestellt sind.
- Linke: 2
- SPD: 13
- Grüne: 9
- AfD: 2
- PARTEI: 1
- Regenb.: 1
- Volksab.: 1
- FDP: 2
- CDU: 19

Die Kommunalwahlen seit 2009 hatten folgende Ergebnisse:

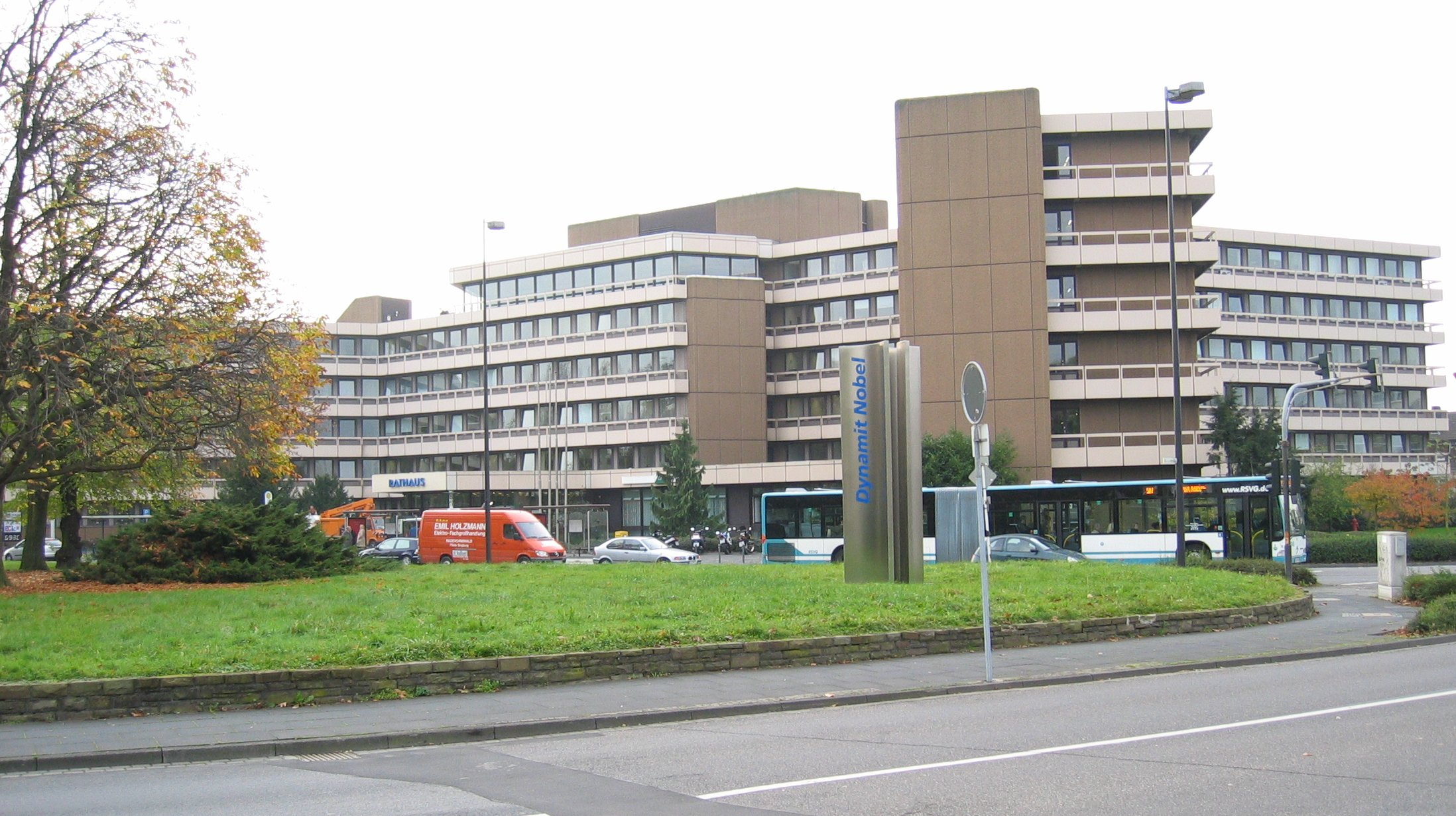
Troisdorfer Rathaus

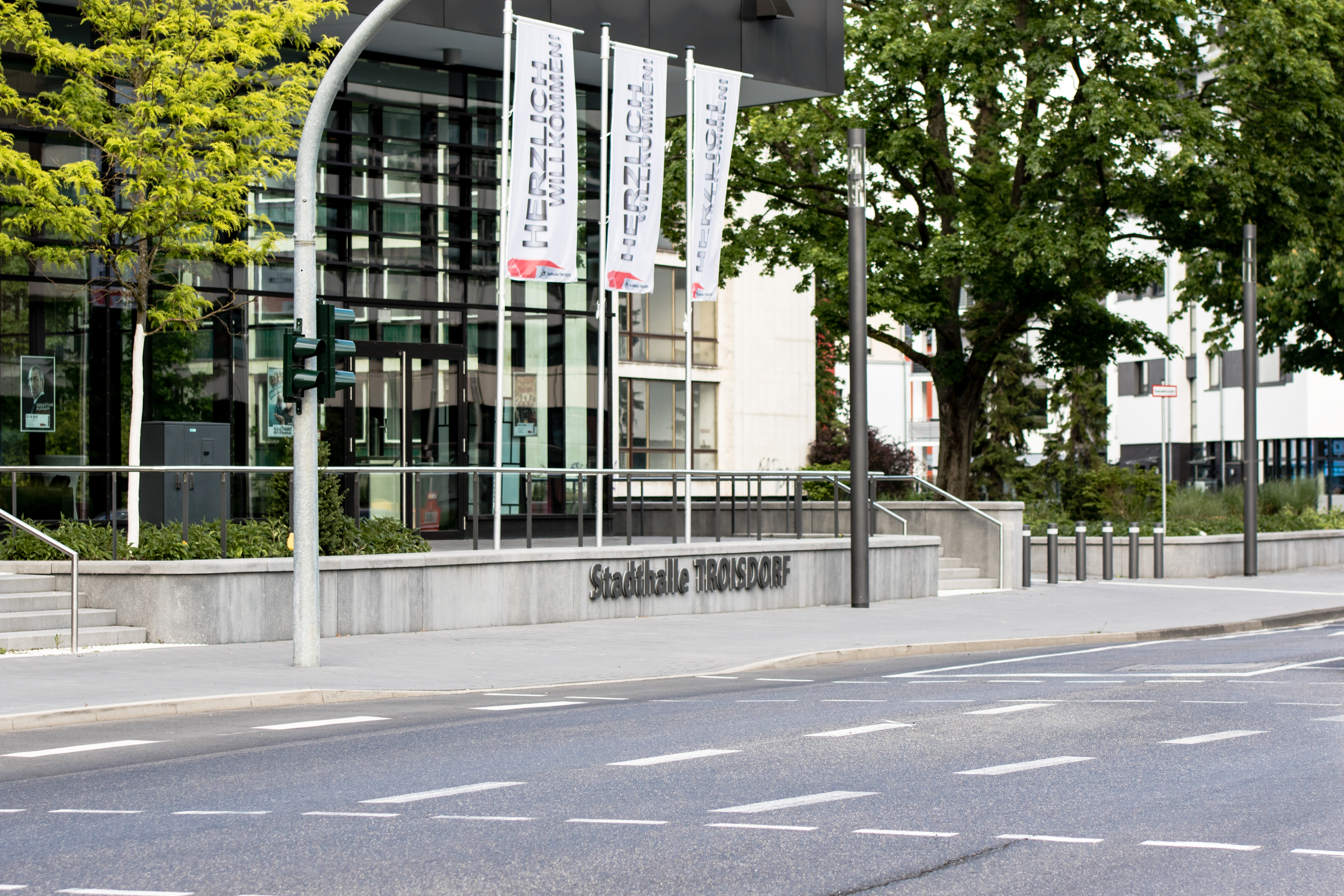
Stadthalle Troisdorf

| Parteien und Wählergemeinschaften | Parteien und Wählergemeinschaften                                                 | % 2020 | Sitze 2020 | % 2014 | Sitze 2014 | % 2009 | Sitze 2009 |  |
| --------------------------------- | --------------------------------------------------------------------------------- | ------ | ---------- | ------ | ---------- | ------ | ---------- |  |
| CDU                               | Christlich Demokratische Union Deutschlands                                       | 38,1   | 19         | 41,4   | 22         | 43,6   | 22         |  |
| SPD                               | Sozialdemokratische Partei Deutschlands                                           | 27,3   | 13         | 32,7   | 17         | 30,9   | 15         |  |
| GRÜNE                             | Bündnis 90/Die Grünen                                                             | 17,8   | 9          | 8,0    | 4          | 10,8   | 5          |  |
| FDP                               | Freie Demokratische Partei                                                        | 4,0    | 2          | 3,4    | 2          | 7,5    | 4          |  |
| LINKE                             | Die Linke                                                                         | 3,4    | 2          | 5,0    | 3          | 3,5    | 2          |  |
| UWG Regenbogen                    | Unabhängige Wählergemeinschaft für Bürgerrechte Troisdorf REGENBOGEN              | 1,7    | 1          | 1,5    | 1          | 2,2    | 1          |  |
| Volksabstimmung                   | Ab jetzt…Demokratie durch Volksabstimmung, für Demokratie durch Volksabstimmung   | 1,1    | 1          | 0,9    | 0          | 1,6    | 1          |  |
| Die PARTEI                        | Die Partei für Arbeit, Rechtsstaat, Tierschutz und basisdemokratische Initiative. | 2,9    | 1          | –      | –          | –      | –          |  |
| TBU                               | Troisdorfer Bürgerunion                                                           | –      | –          | 1,0    | 0          | –      | –          |  |
| AfD                               | Alternative für Deutschland                                                       | 3,7    | 2          | 3,6    | 2          | –      | –          |  |
| Hasselmann                        | Einzelbewerber                                                                    | –      | –          | 0,2    | 0          | –      | –          |  |
| BIG                               | Bündnis für Innovation und Gerechtigkeit                                          | –      | –          | 0,7    | 0          | –      | –          |  |
| Piraten                           | Piratenpartei                                                                     | –      | –          | 1,6    | 1          | –      | –          |  |
| \|Gesamt                          | \|Gesamt                                                                          | 100    | 50         | 100    | 52         | 100    | 50         |  |
| Wahlbeteiligung                   | Wahlbeteiligung                                                                   | 50,0 % | 50,0 %     | 50,0 % | 50,0 %     | 48,1 % | 48,1 %     |  |

### Bürgermeister
Seit 1999 ist der Bürgermeister in Troisdorf hauptamtlich tätig. Er leitet die Stadtverwaltung und vertritt die Stadt Troisdorf nach außen. Ihm zur Seite stehen derzeit drei hauptamtliche Beigeordnete (für die Leitungsaufgaben in der Verwaltung) und vier ehrenamtliche Vize-Bürgermeister (für Repräsentationsaufgaben).
Folgende Personen waren seit 1899 Bürgermeister:
… der Gemeinde Troisdorf ab dem 1. April 1899:
- 1899–1927: Wilhelm Klev
- 1927–1933: Matthias Langen
- 1933–1935: Josef Reinartz
- 1935–1936: Helmut Jacobs
- 1936–1945: Ernst Schünemann
- 1945: Heinrich Kutzner
- 1945: Eugen Vogel
- 1945–1946: Heinz Gummersbach
- 1946: Amandus Hagen
- 1946–1948: Reinhard Noerrenberg
- 1948–1951: Wilhelm Hamacher (Zentrum)
- 1951–: Josef Kitz (SPD)

… der Stadt Troisdorf ab dem 23. März 1952:
- –1952: Josef Kitz (SPD)
- 1952–1954: Franz Rödder
- 1954–1956: Wilhelm Stricker (CDU)
- 1956–1958: Josef Kitz (SPD)
- 1958–1960: Peter Bröhl
- 1960–1969: Bruno Heimansberg (CDU)
- 1969–1975: Josef Ludwig (CDU)
- 1975–1993: Hans Jaax (SPD)
- 1993–1998: Uwe Göllner (SPD)
- 1998–1999: Walter Bieber (SPD)

hauptamtlich:
- 1999–2009: Manfred Uedelhoven (CDU)
- 2009–2020: Klaus-Werner Jablonski (CDU)
- seit November 2020: Alexander Biber (CDU)

Bürgermeister war von 2009 bis 2020 Klaus-Werner Jablonski (CDU). Zur Wahl am 13. September 2020 trat er nicht mehr an. In der Stichwahl vom 27. September wurde Alexander Biber (CDU) mit 51,13 % gegen Frank Goossens (SPD) zu seinem Nachfolger gewählt.

### Wappen
| Wappen von Troisdorf | Blasonierung: „In Silber zwei schwebende, miteinander verbundene schwarze Stäbe in Form des Großbuchstabens T, an den Enden des Querstabs je eine rote, des Längsstabs je eine blaue Kugel.“                                                                                           |
| Wappen von Troisdorf | Wappenbegründung: Das Wappen wurde nach der Gemeindereform neu gestaltet. Es stellt die Initiale T der Stadt dar. Die vier Kugeln stehen für die Gemeinden, aus denen das heutige Troisdorf entstand. Das T erinnert an ein Molekül in Anlehnung an die chemische Industrie der Stadt. |

### Logo

Neueres Logo der Stadt Troisdorf

Troisdorf verfügt über ein Logo, das das Wappen teilweise ersetzt. Es besteht aus mehreren Kugeln, die die Lage der Stadtteile und deren Größe symbolisieren sollen.

### Städtepartner- und Patenschaften
- Évry in Frankreich seit 1972
- Genk in Belgien seit 1990
- Heidenau in Deutschland seit 1990
- Redcar and Cleveland im Vereinigten Königreich seit 1990
- Kerkyra in Griechenland seit 1996
- Nantong in der Volksrepublik China seit 1997
- Mushtisht im Kosovo seit 2001
- Özdere in der Türkei seit 2004

## Kultur und Sehenswürdigkeiten

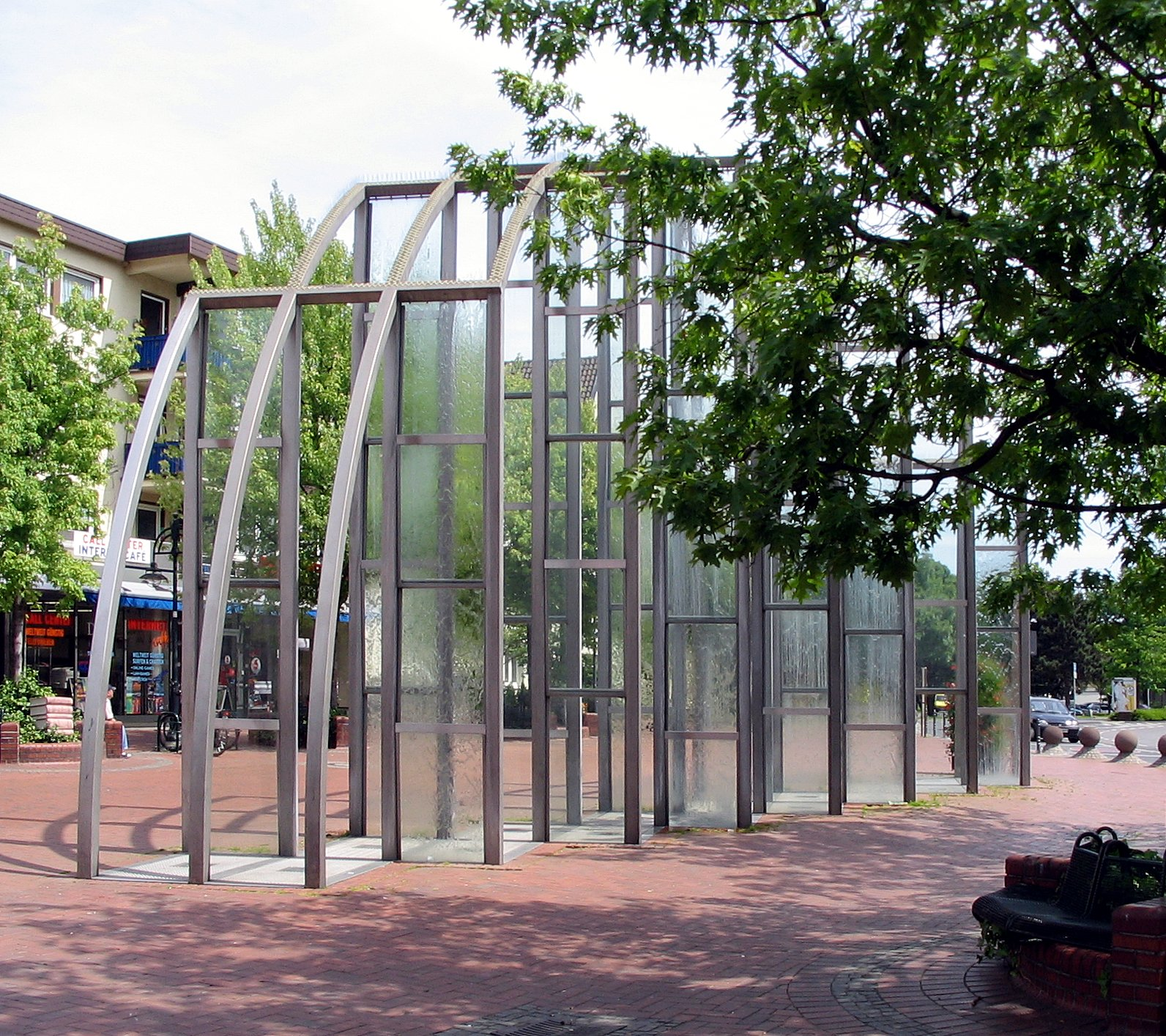
Troisdorfer Stadttor

### Museen
- Bilderbuchmuseum in der Burg Wissem, das einzige Bilderbuchmuseum in Europa
- Fischereimuseum in Bergheim, 1986 von der Fischerei-Bruderschaft zu Bergheim an der Sieg gebautes Museum und 2021 erweitertes Museum,[13][14] das die Geschichte der Zunft und des Ortes präsentiert
- Kunststoffmuseum Troisdorf auf dem HT-Gelände zur Geschichte der Kunststoffregion Troisdorf, in der die Kunststofffenster und die ersten PVC-Bodenbeläge entwickelt wurden
- Museum für Stadt- und Industriegeschichte (Musit) Troisdorf an der Burg Wissem
- Portal zur Wahner Heide an der Burg Wissem
- Explorado, ein Kinder-Mitmachmuseum

### Kunst im öffentlichen Raum
- Liste von Kunstwerken im öffentlichen Raum in Troisdorf

### Bauwerke
- Burg Wissem

Seit 1982 befindet sich auf Burg Wissem das Bilderbuchmuseum. Nach dem Umbau im Rahmen der Regionale 2010 beheimatet die Anlage außerdem das Portal zur Wahner Heide, das Museum für Stadt- und Industriegeschichte Troisdorf (MUSIT), das Lernprojekt KennenLernenUmwelt (KLU), das Standesamt, die Kreativwerkstatt, den Heimat- und Geschichtsverein, die Heinz Müller Stiftung und eine Touristeninformation.
- Troisdorfer Stadttore

Zwei von Joachim Bandau und Victor Bonato 1984 entworfene Edelstahlkonstruktionen mit transparenten, spiegelnden und wasserüberlaufenen Glasflächen, die sich am Anfang und Ende der Fußgängerzone befinden.
- Stadthalle Troisdorf

Die Veranstaltungshalle wurde 2014 eröffnet.
- Kirchengebäude

siehe unter Religionsgemeinschaften

### Parkanlagen

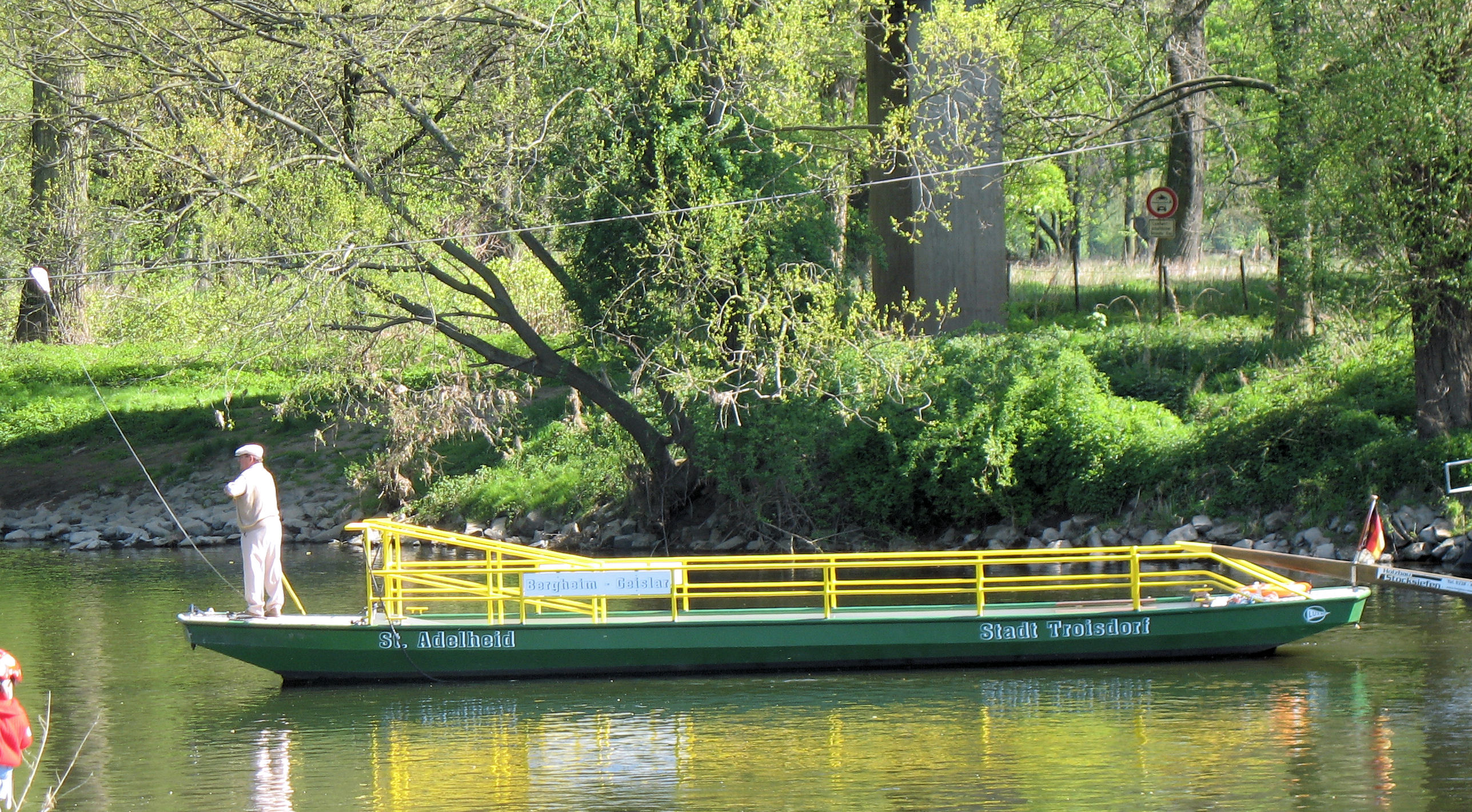
Die Siegfähre, eine Gierseilfähre bei Bergheim.

Die Stadt hat auf ihrer gesamten Fläche etliche geschützte oder naturbelassene Gebiete, die von den Bürgern Troisdorfs und anderer Städte im Umkreis als Naherholungsgebiete genutzt werden.
- Die Siegaue befindet sich an der Siegmündung. Bei Hochwasser wird die Aue zu einer Wasserlandschaft mit immensen Ausmaßen. In trockenen Zeiten beherbergt die Siegaue viele Vogelarten, die diese als Brutgebiet nutzen. Aber auch für die Naherholung ist gesorgt. Neben vielen Rad- und Wanderwegen, die zur Erkundung der Siegaue und des nahen Rheinufers einladen, liegt kurz vor der Siegmündung die Gaststätte Zur Siegfähre mitsamt der namensgebenden Siegfähre. Dieser Ort ist weit über die Grenzen Troisdorfs bekannt.
- Auch im Ortsteil Spich gibt es einen großzügig angelegten Park, der unmittelbar an die Wahner Heide grenzt. Am Rand des Parks befindet sich das Haus Broich und das Spicher Bürgerhaus.
- Der Waldfriedhof in Troisdorf-Mitte ist eine Anlage im Stil eines englischen Landschaftsparks.
- Der Waldpark befindet sich in Troisdorf-Mitte. Um einen Teich, in dem einst prächtige Goldfische lebten, liegen Wanderwege und Tiergehege.
- Ein weiterer Park befindet sich im Stadtteil Friedrich-Wilhelms-Hütte. Er beinhaltet neben Grünflächen verschiedene Spielmöglichkeiten, eine Skateanlage sowie einen Festplatz der für Flohmärkte und Zirkuszelte genutzt wird. Angrenzend liegt zum einen das Stadtteilhaus, in dem das Jugendamt verschiedene Beratungsmöglichkeiten bietet, zum anderen eine Kleingartenanlage der Anwohner, sowie ein pädagogisch betreuter Abenteuerspielplatz.
- Im Naturschutzgebiet Wahner Heide lag der Schießplatz Wahn, zuletzt Truppenübungsplatz für die belgischen Streitkräfte, die lange Jahre in Troisdorf stationiert waren. Teilweise ist sie heute noch Übungsplatz der Bundeswehr, aber großteils für Wanderer frei zu nutzen. Auf den befestigten Wegen kann man die Wahner Heide wunderbar erkunden. Das Verlassen der Wege ist allerdings sowohl aufgrund der Munitionsbelastung als auch zum Schutz der Landschaft verboten. Die Heidelandschaft beherbergt eine Vielzahl seltener Pflanzen und Tiere.

### Naturdenkmäler

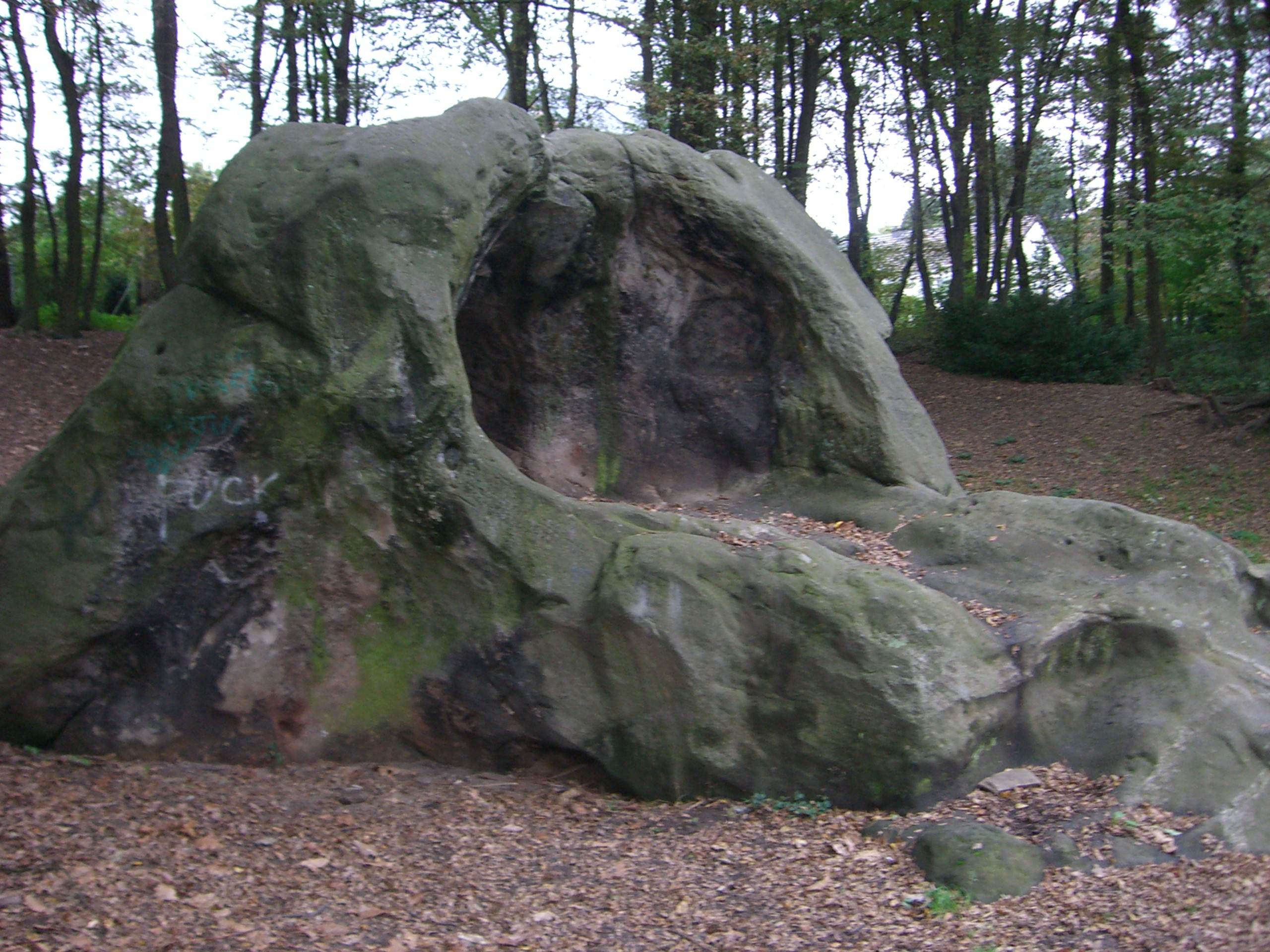
Spicher Hohlstein, 2007.

- Hohlstein in der Hohlsteinstraße im Stadtteil Spich
- Eibe im Ortsteil Sieglar (Larstraße 120–130)[15]

### Gedenkstätten
- Der Opfer der NS-Zeit wird durch eine Stele am Jahnplatz und durch Stolpersteine gedacht.
- An die Rettung vietnamesischen Flüchtlinge durch die Initiativen von Rupert Neudeck wird durch ein Fluchtboot in Troisdorf-Mitte gedacht.
- Eine Ehrenstätte für die Toten zweier Weltkriege und eine Gedenkstätte für die Vertriebenen des Jahres 1945 befinden sich auf dem Waldfriedhof.

### Ehemalige Sehenswürdigkeiten

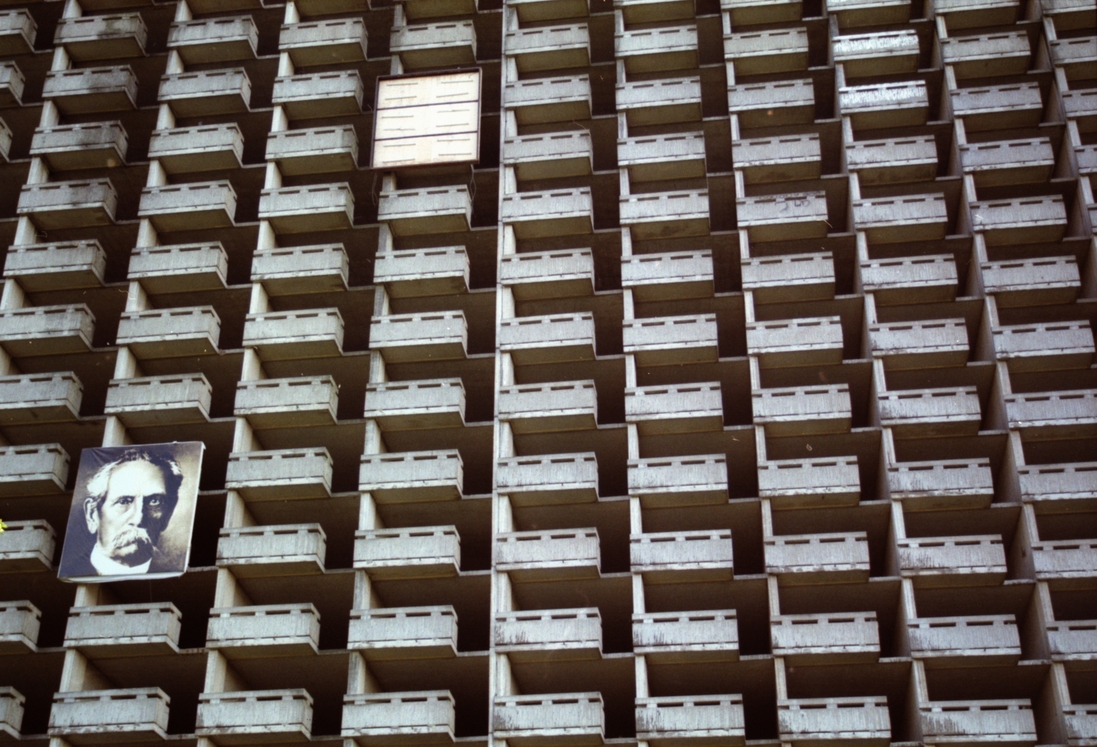
Teilweise Verkleidung der Kaiserbauruine durch Bilder des Künstlers HA Schult.

- Kaiserbauruine: Das nicht fertiggestellte Hotel war von 1973 bis zur Sprengung am 13. Mai 2001 ungewolltes Wahrzeichen von Troisdorf an der A 59.
- Boxhohn-Eiche, eine 1000-jährige Eiche in Altenrath bis 2019.

### Geschichtsverein
Der Heimat- und Geschichtsverein Troisdorf e. V. (HGT) wurde am 5. September 1986 von Troisdorfer Bürgern gegründet. Der gemeinnützige Verein widmet sich der Erforschung und Darstellung der Stadtgeschichte und verfolgt das Ziel, Kenntnisse und Erkenntnisse über Troisdorf, seine 12 Ortsteile und sein Umfeld zu vermitteln. Das geschieht durch Vorträge, Exkursionen und die Organisation von Ausstellungen. Der Verein arbeitet auf das Engste mit dem Stadtarchiv Troisdorf zusammen. Außerdem gibt er eigene Publikationen heraus, so zwei- bis dreimal pro Jahr die Vereinszeitung Heimat und Geschichte HuG – Zeitschrift für Mitglieder und Freunde des Heimat- und Geschichtsvereins Troisdorf e. V. Seit 2005 ist der Verein Herausgeber der Troisdorfer Jahreshefte, die seit 1971 jährlich erscheinen.

## Sport

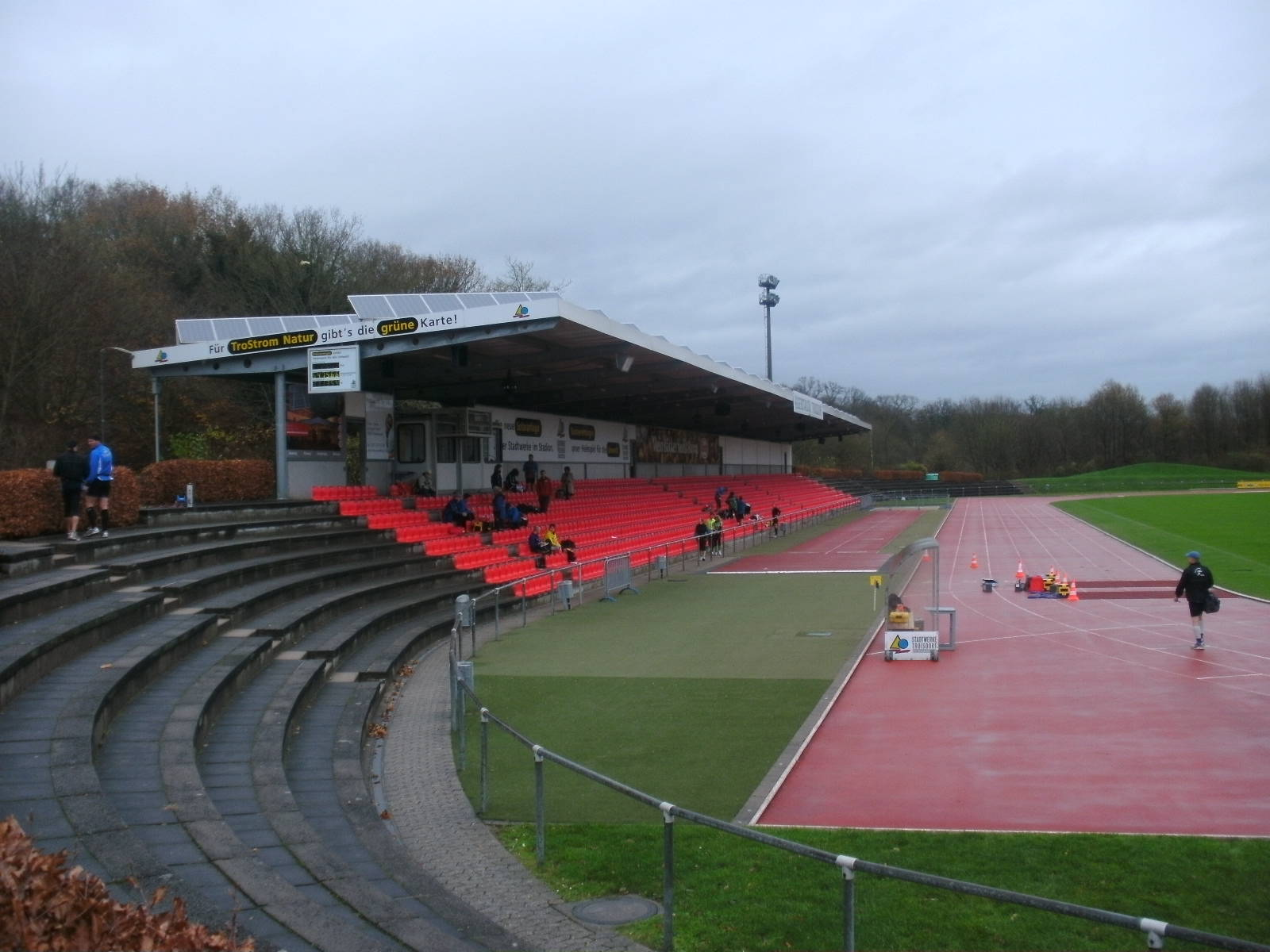
Das Aggerstadion, Spielstätte der Sportfreunde Troisdorf

### Sportvereine
In Troisdorf gibt es zahlreiche Sportvereine. Zu den bekannteren gehören:
- der American-Football-Verein Troisdorf Jets, der in der Regionalliga NRW spielt,
- Eishockey-Regionalligist EHC Dynamite Troisdorf,
- Sportfreunde Troisdorf 05
- Fußball-Landesligist 1. FC Spich,
- TTC Rot-Weiß Oberlar 1938 e. V., erster und ältester Tischtennis-Verein im Rhein-Sieg-Kreis,
- Tischtennis-Club Troisdorf 1969 e. V.

### Inklusion
2021 bewarb sich die Stadt zusammen mit dem Rhein-Sieg-Kreis und Hennef als Host Town für die Gestaltung eines viertägigen Programms für eine internationale Delegation der Special Olympics World Summer Games 2023 in Berlin. 2022 wurde sie als Gastgeberin für Special Olympics Uganda ausgewählt. Damit wurde sie Teil des größten kommunalen Inklusionsprojekts in der Geschichte der Bundesrepublik mit mehr als 200 Host Towns.

## Wirtschaft und Infrastruktur

### Wirtschaft
Insgesamt verfügt Troisdorf über zehn Industrie- und Gewerbegebiete:
- Gewerbepark Camp Spich
- Belgische Allee (Spich)
- Biberweg (Spich)
- Redcarstraße / Langbaurghstraße (Spich)
- Bergheim
- Josef-Kitz-Straße / Speestraße (Friedrich-Wilhelms-Hütte)
- IndustrieStadtpark
- Dienstleistungsachse Mülheimer Straße / Kaiserstraße
- Rotter Viehtrift / Luxemburger Straße
- Airport Gewerbepark Junkersring[22]

#### Ansässige Unternehmen
Dort findet/fand man sowohl Unternehmen der chemischen Industrie wie Dynamit Nobel, HT Troplast, Degussa (vormals Hüls Troisdorf), Orica Mining Services und der Tiefzieh-Kunststoffverpackungshersteller silver plastics, der Stahlindustrie wie der Spezialprofilhersteller Mannstaedt-Werke als auch aus dem Bereich des Maschinenbaus wie das Unternehmen Reifenhäuser. Durch die kurze Entfernung zum Flughafen Köln/Bonn haben sich mehrere Logistik-Unternehmen in Troisdorf angesiedelt; so hat die Fluggesellschaft Arcus-Air dort ihren Sitz und das Briefzentrum 53 der Deutschen Post AG liegt im Troisdorfer Stadtteil Spich als auch die Deutschland-Zentrale von FedEx. Das „Service Center“ von HappyPoints hatte ebenfalls seinen Sitz in Spich. Der Logistikkonzern DHL hat sich mit seinem Entwicklungszentrum (DHL Innovationcenter) ebenfalls in Troisdorf niedergelassen. Formel D ist ein international tätiger Dienstleister der Automobil- und Zuliefererindustrie, der hier eine Niederlassung hat. 2006 verlegte Prämeta, Hersteller von Spezialbeschlägen und Medizintechnik, seinen Sitz nach Troisdorf.

### Verkehr

#### Straßenverkehr
Troisdorf ist über die Bundesautobahn 59 sowie über Zubringer zur Bundesautobahn 3 an das Fernstraßennetz angebunden. Durch das Stadtgebiet verläuft die Bundesstraße 8. Die südöstliche Grenze zu Siegburg bildet die Bundesstraße 56.
Die seit Jahrzehnten geplante Verlängerung der Landesstraße 332, als Umgehungsstraße für Teile von Sieglar bzw. Eschmar, existierte lange Zeit nur auf Plänen. Bereits in den 1980er Jahren war das Planfeststellungsverfahren, kurz vor dessen Abschluss aufgrund von Verfahrensfehlern, für nichtig erklärt worden, so dass diese Prozedur erneut sämtliche Stadien durchlaufen musste. Bei der Neuauflage des Verfahrens wurde auch die Lage der Trasse geändert, um geänderten Ansprüchen an den Lärmschutz Rechnung zu tragen; speziell wurde die Trasse deutlich nördlicher zur Eschmarer Gartenstadt verlegt. 2017 wurde der 1. Bauabschnitt von Eschmar bis Sieglar fertiggestellt. Der 2. Bauabschnitt von der Rathausstraße in Sieglar begann kurze Zeit später. Die Fertigstellung bis zur Autobahnauffahrt „Troisdorf“ der A59 soll bis 2025 erfolgen.
In der Stadt waren am 1. Januar 2018 50.020 Kraftfahrzeuge zugelassen, darunter 43.139 Pkw.

#### Eisenbahnverkehr

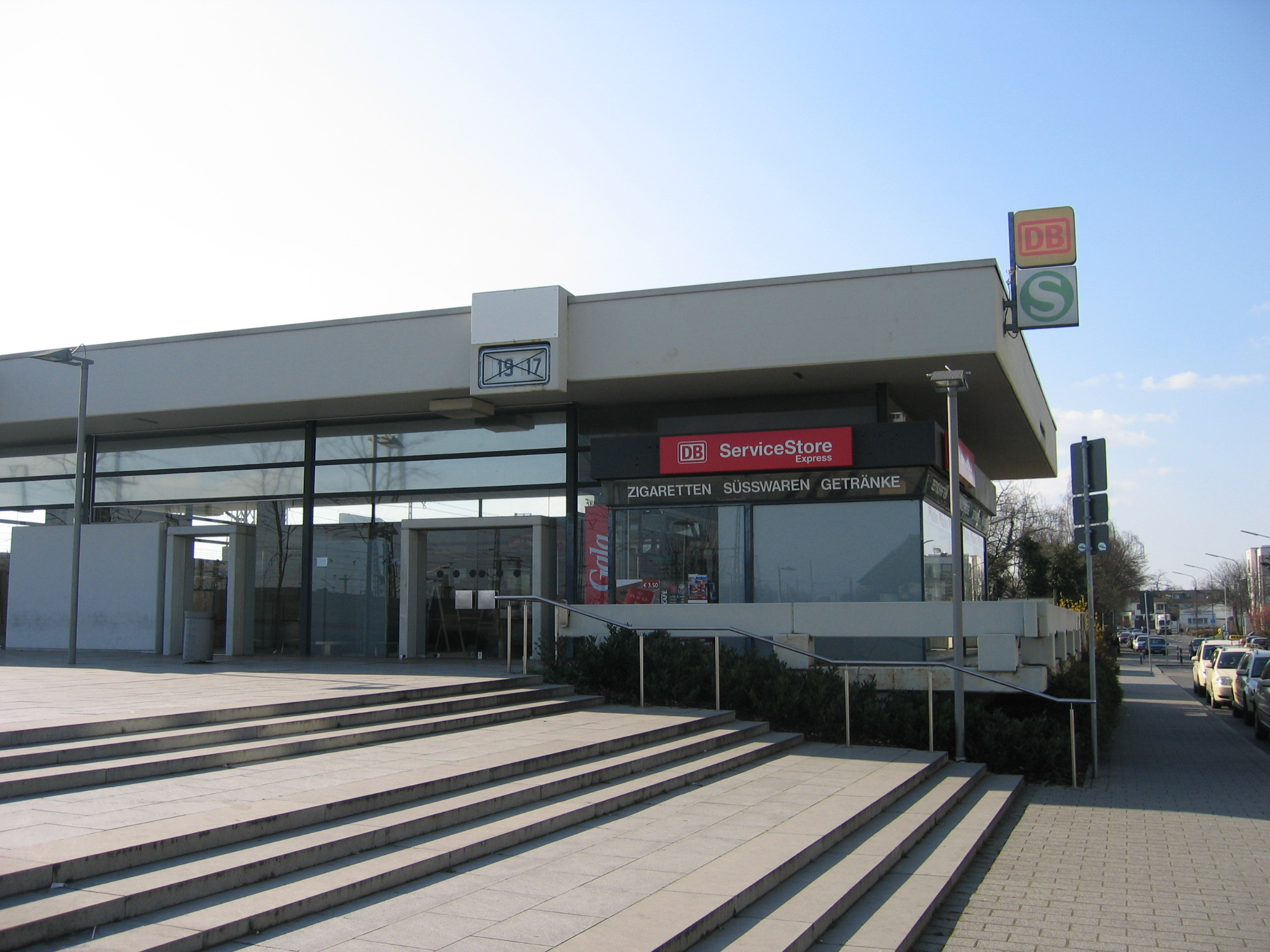
Ehemaliges Bahnhofsgebäude

Im Bahnhof Troisdorf teilt sich die von Köln kommende Eisenbahnstrecke in die Siegstrecke nach Siegen und die Rechte Rheinstrecke nach Neuwied. Im Regionalverkehr gibt es auf der Siegstrecke stündlich eine Fahrt der Linie RE 9. Auf der rechten Rheinstrecke werden durch die Linien RE 8 und RB 27 zwei Fahrten pro Stunde bis Koblenz angeboten, wobei die Linie RB 27 den Flughafen Köln/Bonn mit dem Bahnhof Troisdorf verbindet. Neben dem Troisdorfer Bahnhof und der Station in Spich gibt es im Stadtteil Friedrich-Wilhelms-Hütte einen weiteren Haltepunkt, der an der Rechten Rheinstrecke liegt.
Die S-Bahn-Linie S 12 fährt dreimal pro Stunde von Köln kommend nach Hennef und darüber hinaus einmal weiter bis Au (Sieg) in der Gemeinde Windeck. Die Linie S 19 bindet im gleichen Takt den Flughafen Köln/Bonn an, fährt ebenfalls bis Hennef und stündlich weiter bis Au (Sieg).
Alle S-Bahnen halten im Stadtgebiet am Bahnhof Troisdorf sowie am Haltepunkt Spich. Für Troisdorf ergibt sich Richtung Köln durch Überlagerung von S 12 und S 19 an Werktagen ein Zehn-Minuten-Takt. Der Regionalverkehr bietet tagsüber mindestens weitere drei Verbindungen pro Stunde. In Summe sind an allen Wochentagen rund um die Uhr mindestens stündlich oder halbstündlich Köln und der Flughafen erreichbar.
| Linie | Verlauf | Takt                                         |
| ----- | --- | -------------------------------------------- |
| S 12  | Horrem – Frechen-Königsdorf – Köln-Weiden West – Köln-Lövenich – Köln-Müngersdorf Technologiepark – Köln-Ehrenfeld – Köln Hansaring – Köln Hbf – Köln Messe/Deutz – Köln Trimbornstraße – Köln Airport Businesspark – Köln Steinstraße – Porz (Rhein) – Porz-Wahn – Spich – Troisdorf – Siegburg/Bonn – Hennef (Sieg) – Hennef Im Siegbogen – Blankenberg (Sieg) – Merten (Sieg) – Eitorf – Herchen – Dattenfeld (Sieg) – Schladern (Sieg) – Rosbach (Sieg) – Au (Sieg) Stand: Fahrplanwechsel Dezember 2023                                                                                                | 20 min (Horrem–Hennef) 60 min (Hennef–Au)    |
| S 19  | Düren – Merzenich – Buir – Sindorf – Horrem – Frechen-Königsdorf – Köln-Weiden West – Köln-Lövenich – Köln-Müngersdorf Technologiepark – Köln-Ehrenfeld – Köln Hansaring – Köln Hbf – Köln Messe/Deutz – Köln Trimbornstraße – Köln Frankfurter Straße – Köln/Bonn Flughafen – Porz-Wahn – Spich – Troisdorf – Siegburg/Bonn – Hennef (Sieg) – Hennef Im Siegbogen – (Blankenberg (Sieg) /) Merten (Sieg) – Eitorf – Herchen – Dattenfeld (Sieg) – Schladern (Sieg) – Rosbach (Sieg) – Au (Sieg) Stand: Fahrplanwechsel Dezember 2023                                                                       | 20/40 min (Horrem–Hennef) 60 min (Hennef–Au) |
| RE 8  | Rhein-Erft-Express: (Mönchengladbach Hbf – Rheydt Hbf – Rheydt-Odenkirchen – Hochneukirch – Jüchen – Grevenbroich –)* Rommerskirchen – Stommeln – Pulheim – Köln-Ehrenfeld – Köln Hbf – Köln Messe/Deutz – Porz (Rhein) – Troisdorf – Friedrich-Wilhelms-Hütte – Menden (Rheinl) – Bonn-Beuel – Bonn-Oberkassel – Niederdollendorf – Königswinter – Rhöndorf – Bad Honnef (Rhein) – Unkel – Linz (Rhein) – Bad Hönningen – Rheinbrohl – Neuwied – Urmitz Rheinbrücke – Koblenz-Lützel – Koblenz Stadtmitte – Koblenz Hbf * nur werktags Stand: Fahrplanwechsel Dezember 2023                                | 60 min                                       |
| RE 9  | Rhein-Sieg-Express: Aachen Hbf – Aachen-Rothe Erde – Stolberg (Rheinl) Hbf – Eschweiler Hbf – Langerwehe – Düren – Horrem – Köln-Ehrenfeld – Köln Hbf – Köln Messe/Deutz – Porz (Rhein) – Troisdorf – Siegburg/Bonn – Hennef (Sieg) – Eitorf – Herchen – (Dattenfeld –)* Schladern (Sieg) – (Rosbach (Sieg) –)* Au (Sieg) – (Etzbach –)* Wissen (Sieg) – (Niederhövels – Scheuerfeld (Sieg) –)* Betzdorf (Sieg) – Kirchen – Brachbach (– Niederschelden – Eiserfeld (Sieg))* – Siegen Hbf * Halt einzelner Züge im Nacht- und Berufsverkehr Stand: Fahrplanwechsel Dezember 2023                            | 60 min                                       |
| RB 27 | Rhein-Erft-Bahn: Mönchengladbach Hbf – Rheydt Hbf – Rheydt-Odenkirchen – Hochneukirch – Jüchen – Grevenbroich – Rommerskirchen – Stommeln – Pulheim – Köln-Ehrenfeld – Köln Hbf – Köln Messe/Deutz – Köln/Bonn Flughafen – Troisdorf – Friedrich-Wilhelms-Hütte – Menden (Rheinl) – Bonn-Beuel – Bonn-Oberkassel – Niederdollendorf – Königswinter – Rhöndorf – Bad Honnef (Rhein) – Unkel – Erpel (Rhein) – Linz (Rhein) – Leubsdorf (Rhein) – Bad Hönningen – Rheinbrohl – Leutesdorf (Rhein) – Neuwied – Engers – Vallendar – Koblenz-Ehrenbreitstein – Koblenz Hbf Stand: Fahrplanwechsel Dezember 2023 | 60 min                                       |

2016 wurde mit dem Bau einer zusätzlichen zweigleisigen Strecke für die S-Bahn Köln entlang der Rechten Rheinstrecke von Troisdorf über Bonn-Beuel nach Bonn-Oberkassel begonnen, die voraussichtlich 2030 fertiggestellt werden soll.
Die Schnellfahrstrecke Köln–Rhein/Main verläuft durch Troisdorf, jedoch ohne Möglichkeit des Fahrgastwechsels. Diese ist am benachbarten Bahnhof Siegburg/Bonn gegeben. Im Rahmen der Errichtung der Schnellfahrstrecke wurden die Bahnsteige erneuert und erhöht, der Bahnsteigtunnel zur barrierefreien Nutzung mit Aufzügen ausgestattet. Als Ersatz für das alte Bahnhofsgebäude aus dem Jahr 1969 entstand von 2017 bis 2019 ein wesentlich größeres, sechsgeschössiges Geschäftshaus mit Hotel. Mit dem Neubau zog die Mobilitätszentrale ein, die von DB- und RSVG-Mitarbeiter gemeinsam betrieben wird.

#### Busverkehr
Im ÖPNV von Troisdorf gilt der Tarif des Verkehrsverbundes Rhein-Sieg (VRS). Seit 2014 verkehren die Stadtbuslinien der Rhein-Sieg-Verkehrs-Gesellschaft an Werktagen grundsätzlich im Zwanzig-Minuten-Takt, mit Augenmerk auf Anschlüsse an die S-Bahnen in Troisdorf Bahnhof und am Haltepunkt Spich. Wichtigste Busverbindungen sind die Linie 501, Siegburg Bf – Troisdorf Bf – Niederkassel – Lülsdorf, und 551, Troisdorf Bf – Bonn Hbf.

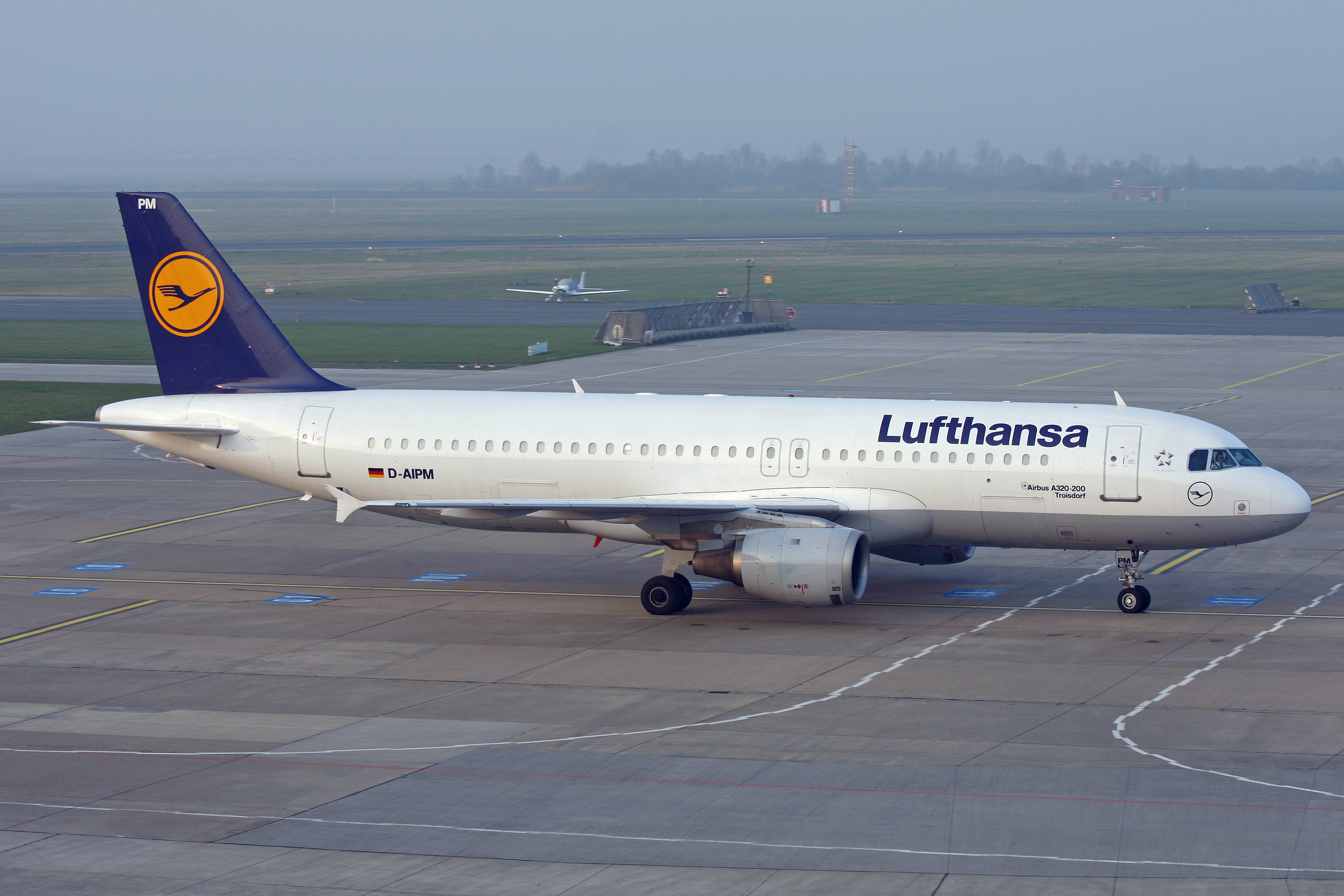
Airbus Troisdorf

Im Fernbus-Verkehr hielten nur im Jahr 2016 Busse der Marke Flixbus auf einer Linie zwischen Amsterdam und Wien in Troisdorf.

#### Flugverkehr
Der Flughafen Köln/Bonn liegt teilweise auf Troisdorfer Stadtgebiet. Mit dem Auto ist er über die A 59 in ca. 15 Minuten zu erreichen und per Zug mit den Linien RB 27 und S 19, die vom Troisdorfer Bahnhof bis zum Bahnhof Köln/Bonn Flughafen 8 bis 10 Minuten benötigen. Durch diese Nähe sind Teile der Stadt durch Fluglärm belastet. Das Für und Wider eines Nachtflugverbots beschäftigt nicht nur die Troisdorfer Gremien seit mehreren Jahren.
Der Airbus A320-200 der Deutschen Lufthansa mit der Registrierung D-AIPM trägt den Namen Troisdorf.

## Bildung
In Troisdorf gibt es dreizehn Grundschulen, eine Hauptschule, eine Realschule, zwei Gymnasien, zwei städtische Gesamtschulen, darunter die Europaschule Troisdorf, sowie zwei Förderschulen. Die Gertrud-Koch-Gesamtschule und das Heinrich-Böll-Gymnasium bilden das Sekundarstufenzentrum in Sieglar und werden teilweise in Ganztagsform betrieben. Eine Mensa ist im Gebäude der Gesamtschule integriert. Die Korcak-Realschule und die Geschwister-Scholl-Hauptschule wurden nach dem Schuljahr 2016/2017 geschlossen.
Im Georg-Kerschensteiner-Berufskolleg des Rhein-Sieg-Kreises, das sich ebenfalls im Schulzentrum Sieglar befindet, werden Berufsschüler verschiedener Ausbildungszweige unterrichtet. Hier finden sich Fachoberschulen und höhere Berufsfachschulen sowohl technischer als auch sozialer Fachrichtungen. An den Fachschulen werden neben Sozialpädagogen auch Techniker der Fachrichtung Maschinenbau und Kunststoff- und Kautschuk-Technologie in Voll- und Teilzeitform ausgebildet. An der Fachschule für Sozialpädagogik kann seit 2007 auch die allgemeine Hochschulreife (AHR) erworben werden.
Troisdorf betreibt eine Musikschule und eine Stadtbibliothek mit zwei Standorten in der Innenstadt und im Sekundarstufenzentrum in Sieglar. Zusammen mit Niederkassel ebenso eine Volkshochschule. Mit dem Neubau des Sekundarstufenzentrums wird die Bibliothek ebenfalls neu gebaut und ist integraler Bestandteil des Integrierten Handlungskonzepts Sieglar/Rotter See.
Des Weiteren befindet sich in Troisdorf ein Ausbildungszentrum der DB Training.

## Religionsgemeinschaften

### Römisch-katholische Kirche

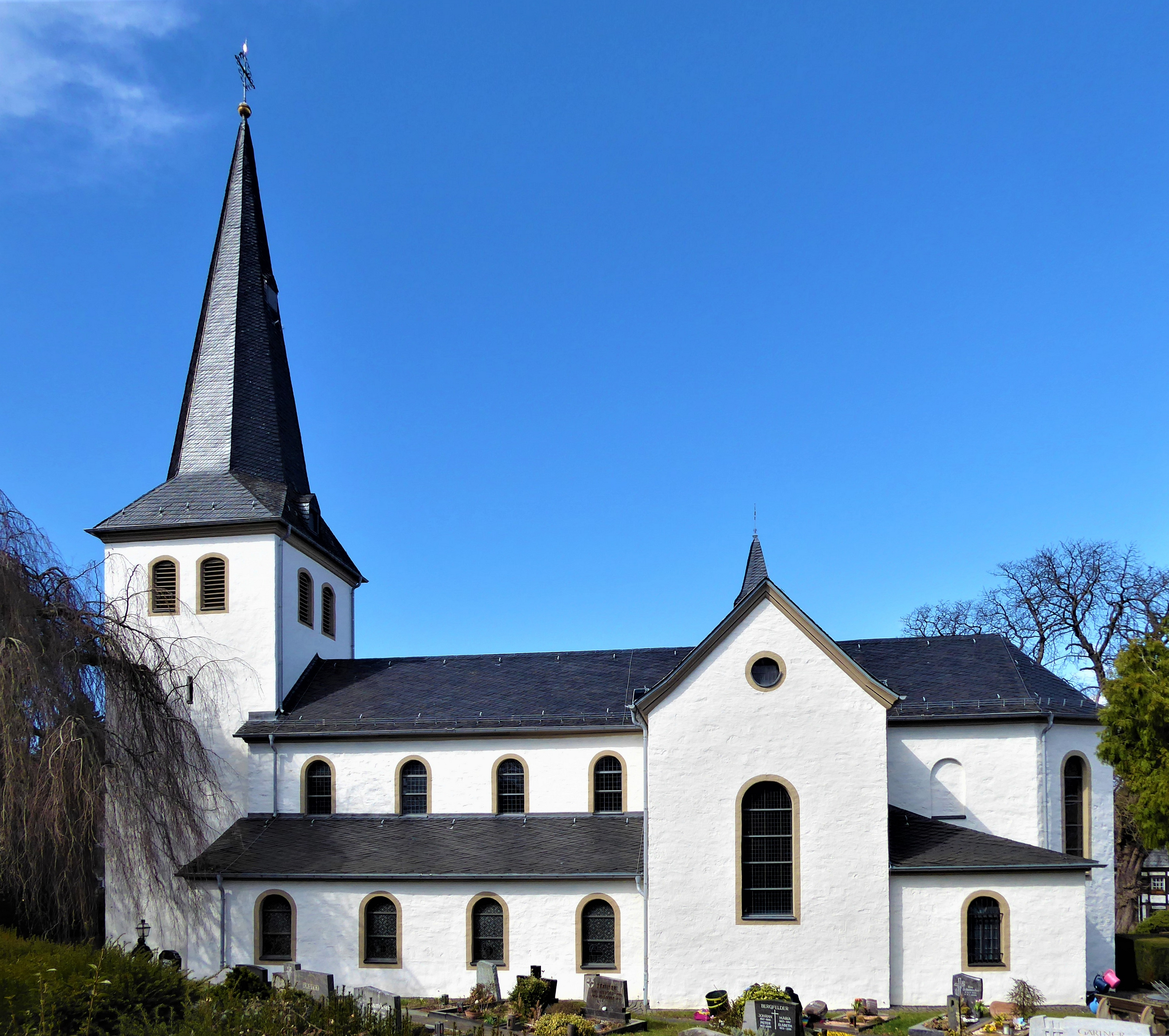
Pfarrkirche St. Georg Altenrath 2021

Die römisch-katholischen Kirchengemeinden in Troisdorf gehören zum Kreisdekanat Rhein-Sieg-Kreis des Erzbistums Köln. Es sind dies im Einzelnen:
- Heilige Familie (Oberlar)
- St. Georg (Altenrath)
- St. Gerhard (Troisdorf-Mitte)
- St. Hippolytus (Troisdorf-Mitte) mit der Filialkirche St. Maria Königin (Troisdorf-West)
- St. Johannes vor dem Lateinischen Tore (Sieglar) mit den Filialkirchen Herz Jesu (Friedrich-Wilhelms-Hütte), St. Antonius (Kriegsdorf) und St. Peter und Paul (Eschmar)
- St. Lambertus (Bergheim) mit der Filialkirche St. Adelheid (Müllekoven)
- St. Mariä Himmelfahrt (Spich)

### Evangelische Kirche

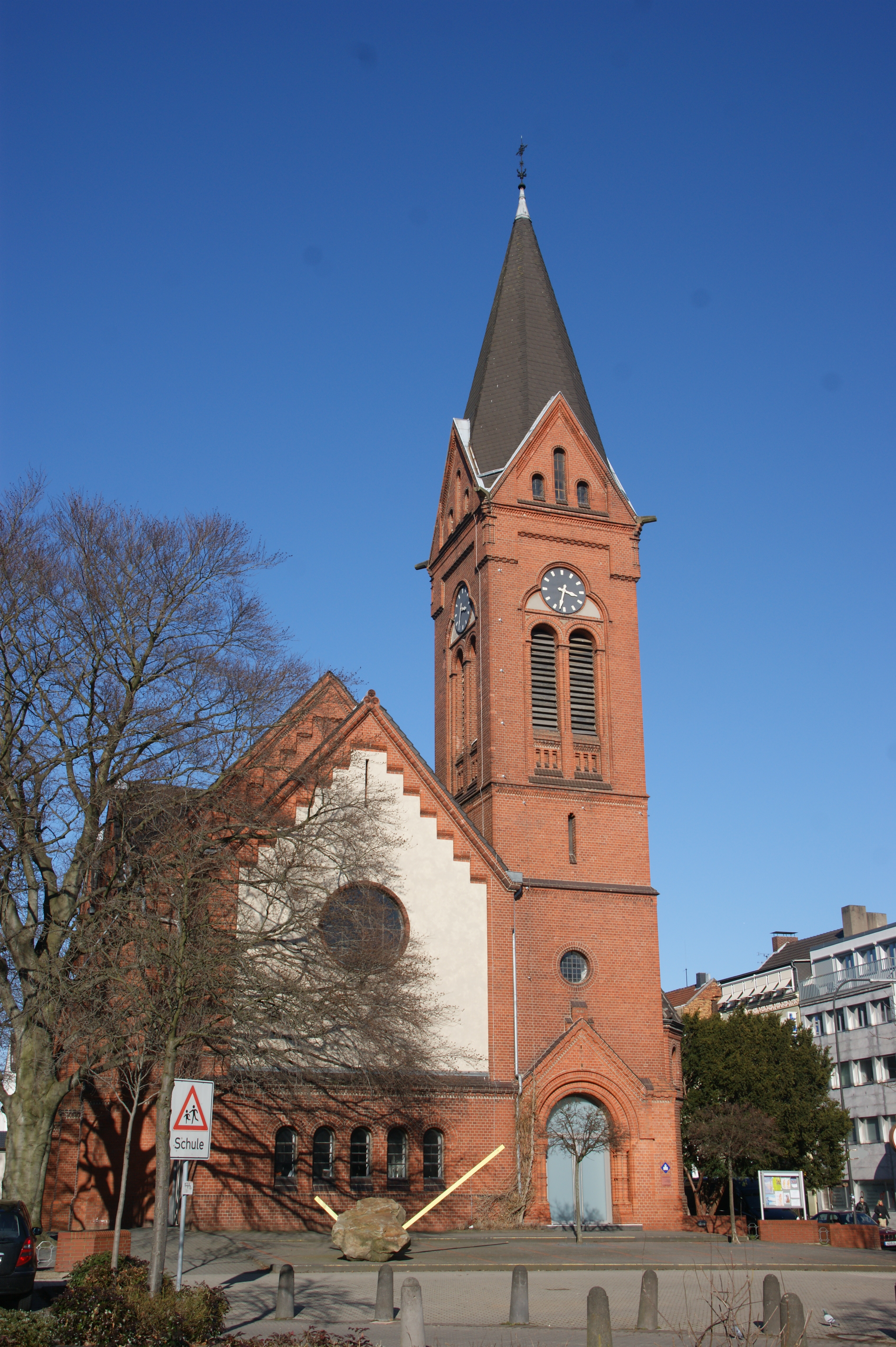
Evangelische Johanneskirche in Troisdorf

In Troisdorf bestehen zwei evangelische Kirchengemeinden: die Evangelische Kirchengemeinde Troisdorf mit der Johanneskirche und dem Dietrich-Bonhoeffer-Haus sowie die Evangelische Friedenskirchengemeinde Troisdorf für die Gläubigen der Stadtteile Bergheim, Eschmar, Kriegsdorf, Müllekoven, Oberlar, Rotter See, Sieglar und Spich.

### Freikirchen
Mehrere Freikirchen-Gemeinden existieren in Troisdorf: Evangeliums-Christen-Baptistengemeinde e. V. (Markuskirche), Siebenten-Tags-Adventisten und die Pfingstgemeinde Christus-Centrum Troisdorf.

### Griechisch-Orthodoxe Kirche
Die griechisch-orthodoxe Kirchengemeinde Heiliger Demetrios Troisdorf befindet sich in Spich.

### Islamische Gemeinschaften
Insgesamt drei islamische Religionsgemeinschaften unterhalten in Troisdorf Gebetsräume: Al Huda Moschee (Islamische Gemeinde Troisdorf e. V.), Ebu Hanife Moschee (IAKV – Islamisch Albanischer Kulturverein e. V.) und die Selimiye-Moschee (Islamische Union Troisdorf und Umgebung e. V.).

### Jüdische Gemeinde
In Troisdorf gibt es keine autonome jüdische Kultusgemeinde; die nächstgelegenen Synagogen-Gemeinden sind in Bonn und Köln.

### Neuapostolische Kirche
Der Gemeindebereich der Neuapostolischen Kirche umfasst neben der Stadt Troisdorf auch die Nachbarstädte Niederkassel, Siegburg, Sankt Augustin und Lohmar. Die Kirche befindet sich Am Burghof 14 in Troisdorf.

## Persönlichkeiten

### Im heutigen Stadtgebiet geborene Personen

#### Bis 1900
- Johann Lair (1476–1554), auch genannt John Siberch (hergeleitet von seinem Wohnort Siegburg), gründete 1520 die Universitätsdruckerei in Cambridge (England)
- Gerhard Romilian von Kalcheim, gen. Leuchtmar (1589–1644), Jurist und Diplomat
- Wilhelm Mülhens (1762–1841), Parfümeur und Firmengründer von 4711
- Johann Joseph Heister (1803–1874), Jurist und Politiker
- Eugen von Loë (1839–1911), preußischer Landrat
- Eduard Heinrich Knackfuss (1855–1945), Priester und Maler
- Walther August Langen (1857–1912), Bankier und Industrieller
- Wilhelm von der Nahmer (1858–1938), Ingenieur und Kaufmann
- Wilhelm Hamacher (1883–1951), Politiker (Zentrumspartei), MdB, Vertreter des Rheinlandes im Reichsrat, Kultusminister von Nordrhein-Westfalen, Parteivorsitzender
- Friedrich Heuser (1890–1962), Jurist und Politiker
- Josef Hoegen (1898–1973), Gestapo-Beamter in Köln
- Heinz Lohmar (1900–1976), Maler und Grafiker

#### 1901 bis 1950
- Karl Johannes Heyer (1904–1995), katholischer Priester und Autor
- Otto Müsch (1917–1996), Fußballspieler
- Hans Mundorf (1929–2009), Journalist
- Franz Ronig (1927–2019), römisch-katholischer Priester, Theologe und Kunsthistoriker
- Günter Nöfer (1928–2000), Politiker und Landtagsabgeordneter (CDU); von 1964 bis 1970 stellvertretender Verfassungsrichter des Landes Nordrhein-Westfalen
- Paul Heuser (* 1929), Musiker, Chor- und Orchesterdirigent
- Hans Jaax (1933–2000), Politiker und Landtagsabgeordneter (SPD)
- Wilhelm G. Jacobs (* 1935), Philosoph
- Siegfried Hinterkausen (1938–2025), Schriftsteller, geboren in Altenrath
- Wilfried Kohlars (1939–2019), Fußballspieler
- Hans-Dieter Ahlert (* 1941), Maler und Objektkünstler
- Horst Berg (1941–2022), Fußballspieler
- Uwe Göllner (* 1945), Bundestagsabgeordneter (SPD) (12. Februar 1996 bis 18. September 2005) und ehemaliger (ehrenamtlicher) Bürgermeister Troisdorfs (1993 bis 1998)
- Horst Schwarz (* 1945), Märchen- und Jugendbuchautor, Märchenerzähler
- Walter Bieber (1948–2017), Politiker der SPD, letzter ehrenamtlicher Bürgermeister der Stadt
- Gerhard Höver (* 1949), Theologe
- Hermann-Josef Sausen (* 1950), Diplomat und ehemaliger Botschafter in Island und Panama

#### 1951 bis 1975
- Rolf „Rocco“ Klein (1951–2015), Gitarrist, Komponist und Produzent
- Günter Assenmacher (* 1952), Offizial des Erzbistums Köln
- Norbert Stöbe (* 1953), Übersetzer und Science-Fiction-Schriftsteller
- Jürgen Becker (* 1953), Jurist, 2009–2013 Beamteter Staatssekretär
- Robert Theodor Betz (* 1953), Psychologe und Autor
- Günter Schäfer (* 1953), Fußballspieler
- Uwe Friedl (* 1955), Politiker und Bürgermeister von Euskirchen
- Udo Hesse (* 1955), Fotograf
- Heinz-Peter Behr (* 1955), Diplomat und Botschafter in Ungarn
- Manfred Krupp (* 1956), Journalist und seit dem 1. März 2016 Intendant des Hessischen Rundfunks
- Josef Esch (* 1956), Betreiber von Immobilienfonds in Zusammenarbeit mit der Privatbank Sal. Oppenheim
- Hartmut Hüsges (* 1956), Volkswirt
- Joachim Zünder (* 1956), Schriftsteller
- Hans-Jürgen Petrauschke (* 1956), Politiker (CDU), seit 2009 Landrat des Rhein-Kreises Neuss, zuvor Kreisdirektor des Rhein-Kreises Neuss
- Gabriele Heider (* 1956), bildende Künstlerin
- Horst-Peter Becker (* 1956), Generalarzt der Bundeswehr a. D.
- Hermann-Josef Scheidgen (* 1957), Theologe und Historiker
- Stefan Demary (1958–2010), Konzeptkünstler
- Tom Buhrow (* 1958), Journalist und Intendant des WDR
- Iris Bayer-Bovelet (* 1958), Springreiterin
- Frank Grund (* 1958), Versicherungsmanager
- Reinhold Becker (* 1959), Schwimmer
- Michael Boddenberg (* 1959), seit 31. März 2020 Hessischer Finanzminister
- Achim Tüttenberg (* 1959), Abgeordneter für die SPD im Landtag von Nordrhein-Westfalen
- Meinolf Hellmund (1960–2016), Geologe und Paläontologe
- Horst-Peter Becker, (* 1956), Sanitätsoffizier
- Jörg Bendix (* 1961), physischer Geograph und Professor an der Universität Marburg
- Udo Kragl (* 1961), Chemiker und Biotechnologe, Professor für Technische Chemie an der Universität Rostock
- Robert Walterscheid-Müller (* 1962), ehemaliger Automobilrennfahrer
- Claudia Warning (* 1962), Geografin und Stadtplanerin
- Elisabeth Winkelmeier-Becker (* 1962), Politikerin der CDU und seit dem 18. September 2005 Mitglied des Deutschen Bundestags
- Jürgen Peiffer (* 1963), Jazzschlagzeuger und Komponist
- Frank Baquet (* 1964), zeitgenössischer, freischaffender Fotokünstler
- Klaus Pipke (* 1964), Bürgermeister der Stadt Hennef (Sieg)
- Christoph Brüske (* 1965), Kabarettist und Moderator
- Michael Strempel (* 1965), Journalist, Auslandschef Fernsehen des WDR
- André Schäfer (* 1966), Dokumentarfilmer, Drehbuchautor und Filmproduzent
- Roman Maria Koidl (* 1967), Unternehmer, Kunsthändler und Autor
- Christiane Florin (* 1968), Politikwissenschaftlerin und Journalistin
- Michael Rathmann (* 1968), Althistoriker
- Arnulf Quadt (* 1969), Teilchenphysiker und Professor an der Universität Göttingen
- Marylyn Addo (* 1970), Infektiologin und Professorin am Universitätsklinikum Hamburg-Eppendorf
- Frank Brodehl (* 1971), Sonderpädagoge und Politiker
- Michael Dorth (* 1971), Musiker, Produzent und Songwriter
- Cora Irsen (* 1974), Pianistin, Moderatorin und Veranstalterin
- Rouven Costanza (* 1975), Schauspieler und Theaterregisseur

#### Ab 1976
- Sebastian Pufpaff (* 1976), Kabarettist, Moderator und Entertainer
- Sven Heuchert (* 1977), Schriftsteller und Musiker
- Dennis Rödder (* 1979), Biologe und Leiter der herpetologischen Sektion des Museums Alexander Koenig
- Benjamin Kugel (* 1979), Fitnesstrainer
- Sven Lehmann (* 1979), Politiker (Bündnis 90/Die Grünen), Mitglied des Bundestages, bis 2003 wohnhaft in Troisdorf-Spich
- Şirvan-Latifah Çakici (* 1980), Politikerin kurdischer Herkunft
- Alexander Ziervogel (* 1981), österreichischer Fußballspieler
- Jeannine Michaelsen (* 1981), Fernseh- und Radiomoderatorin
- Alessa Berkenkamp (* 1982), Politikerin
- Max Hoff (* 1982), Kanusportler, der sowohl Wildwasser als auch Flachwasser fährt
- Daniel Gottschlich (* 1982), Sternekoch
- Saša Kekez (* 1983), Schauspieler
- Christian Seel (* 1983), Schachspieler
- Alexander Biber (* 1984), Politiker (CDU), Bürgermeister von Troisdorf
- Matthias Hummel (* 1984), Fußballspieler
- Sophie Moser (* 1984), Geigerin und Schauspielerin
- Patricia Strasburger (* 1984), Synchronsprecherin und Moderatorin
- Jessica Richter (* 1985), Schauspielerin
- Anne Menden (* 1985), Schauspielerin
- Martin Ulrich (* 1985), Kanute
- Julia Vieregge (* 1985), Sängerin, Schauspielerin und Synchronsprecherin
- Lena Schöneborn (* 1986), Olympiasiegerin 2008 im Modernen Fünfkampf
- Katharina Gebauer (* 1987), Erzieherin und Politikerin (CDU)
- Sabine Lisicki (* 1989), Tennisspielerin
- Karl-Richard Frey (* 1991), Judoka
- Annika Roth (* 1992), Unternehmerin
- Maik Blankart (* 1992), Eishockeyspieler
- Mario Engels (* 1993), Fußballspieler
- Matthias Hamrol (* 1993), Fußballtorhüter
- Sam Bauer (* 1994), Synchronsprecher, Dialogregisseur und Dialogbuchautor
- Rabea Schöneborn (* 1994), Moderne Fünfkämpferin und Leichtathletin
- Deborah Schöneborn (* 1994), Moderne Fünfkämpferin und Leichtathletin
- Mitchell Weiser (* 1994), Fußballspieler
- Sinan Bakış (* 1994), Fußballspieler
- Malcolm Cacutalua (* 1994), Fußballspieler
- Sharon Berlinghoff (* 1995), Schauspielerin
- Julia Wiedemann (* 1996), Schauspielerin
- Joseph Boyamba (* 1996), Fußballspieler
- Johannes Frey (* 1996), Judoka
- Jan Holldack (* 1996), Fußballspieler
- Tobias Fohrler (* 1997), Eishockeyspieler
- Joel Abu Hanna (* 1998), Fußballspieler
- Atakan Akkaynak (* 1999), Fußballspieler
- Josha Salchow (* 1999), Schwimmer
- Sofia Will (* 2000), Jazzmusikerin
- Laura Vogt (* 2001), Fußballspielerin
- Mehmet Ibrahimi (* 2003), Fußballspieler
- Sören Steinhaus (* 2003), Handballspieler
- Luan Simnica (* 2004), kosovarisch-deutscher Fußballspieler

### Mit der Stadt verbundene Personen
- Emil Langen (1824–1870), von 1846 bis 1867 Direktor der Friedrich-Wilhelms-Hütte, den heutigen Mannstaedt-Werken
- Johann Albert Sawinsky (1884–1960), Unternehmer
- Carl Niessen (1890–1969), Theaterwissenschaftler
- Lis Böhle (1901–1990), Mundartautorin
- Wilhelm Stricker (1905–1992), Kommunalpolitiker (CDU), zweifacher Träger des Bundesverdienstkreuzes
- Hermann Richarz (1907–1985), Gegner des Nationalsozialismus und nach der Freilassung aus dem Konzentrationslager Dachau Pfarrer in Troisdorf
- Werner Hessenland (1909–1979), Schauspieler und Hörspielsprecher
- Tonino Guerra (1920–2012), italienischer Lyriker und Drehbuchautor. Er war von 1944 bis Kriegsende Zwangsarbeiter bei der Dynamit AG.
- Paul Schäfer (1921–2010), Gründer der ehem. Colonia Dignidad in Chile, arbeitete in Troisdorf unter anderem als CVJM-Jugendleiter
- Heinz Murmann (1928–2007), Journalist
- Ulrich Bauer (* 1939), Politiker (SPD), leitete das Stadtplanungsamt und war Technischer Beigeordneter der Stadt Troisdorf
- Marie-Luise Salden (* 1939), Künstlerin und Museumspädagogin
- Rupert Neudeck (1939–2016), Journalist, Gründer des Cap Anamur/Deutsche Not-Ärzte e. V. und Vorsitzender des Friedenskorps Grünhelme e. V.
- Hanno Rheineck (* 1942 in Trier), 5-maliger Seniorenweltmeister im Laufen[48]
- Peter Haas (1940–2023), Gesamtschuldirektor a. D., Autor von Mundarttexten, Aufsätzen und Übersetzungen und Historiker
- Giovanni Vetere (* 1940), Künstler, Maler und Bildhauer. Lebte von 1968 bis 1989 in Troisdorf
- Frieder Döring (* 1942), Arzt und Schriftsteller, lebte und praktizierte seit 1974 als Dermatologe in Troisdorf und ist dort Mitglied des Literaturcafés Troisdorf seit 1990
- Harry Rowohlt (1945–2015), „der erste Mensch der ganzen Welt, dem es gelungen ist, sich in Troisdorf zu verlaufen“[49]
- Lothar Ruschmeier (1945–2012), Oberstadtdirektor der Stadt Köln
- Josef Hawle (* 1948), Künstler, Maler und Grafiker
- Günter Ollenschläger (* 1951), aufgewachsen in Troisdorf, ehemaliger Leiter des Ärztlichen Zentrums für Qualität in der Medizin
- Robert Kloos (* 1958), Staatssekretär im Bundesministerium für Ernährung, Landwirtschaft und Verbraucherschutz, lebt in Troisdorf.
- Jürgen Wasem (* 1959), Professor für Medizinmanagement und Politikberater, lebt in Troisdorf.
- Andreas Fischer (* 1961), Filmemacher und Fotograf, in Troisdorf aufgewachsen
- Lusja Shatalova (* 1968), usbekische Designerin und Illustratorin für Kinderbücher
- Matthias Praxenthaler (* 1971), Schriftsteller, in Troisdorf aufgewachsen
- Marcus Dahm (* 1977), Komponist, Kirchenmusiker und Musikwissenschaftler
- Sven Steinert (* 1983), Musiker
- Max Löffler (* 1988), Politiker, ehemaliger Sprecher der Grünen Jugend, lebte in seiner Jugend in Troisdorf.
- Roman Lob (* 1990), Musiker, Teilnehmer am Eurovision Song Contest in Baku 2012, arbeitet in Troisdorf.

## Sonstiges
Von 2011 bis 2012 drehte das ZDF die erste Staffel der satirischen Wissenschaftsshow Nicht nachmachen! in einem abrissfertigen Haus in Troisdorf. In sechs Folgen wirkten dort Wigald Boning und Bernhard Hoëcker als Moderatoren.